# Oroszország a 2004. évi nyári olimpiai játékokon
Oroszország a görögországi Athénban megrendezett 2004. évi nyári olimpiai játékok egyik részt vevő nemzete volt. Az országot az olimpián 29 sportágban 446 sportoló képviselte, akik összesen 91 érmet szereztek.

## Érmesek
| Érem  | Versenyző | Sportág       | Versenyszám                  |
| ----- | --- | ------------- | ---------------------------- |
| Arany | Jurij Borzakovszkij | Atlétika      | Férfi 800 m                  |
| Arany | Jelena Szleszarenko | Atlétika      | Női magasugrás               |
| Arany | Jelena Iszinbajeva | Atlétika      | Női rúdugrás                 |
| Arany | Tatyjana Lebegyeva | Atlétika      | Női távolugrás               |
| Arany | Natalja Szadova | Atlétika      | Női diszkoszvetés            |
| Arany | Olga Kuzenkova | Atlétika      | Női kalapácsvetés            |
| Arany | Alekszej Misin | Birkózás      | Férfi kötöttfogás, 84 kg     |
| Arany | Haszan Barojev | Birkózás      | Férfi kötöttfogás, 120 kg    |
| Arany | Mavlet Batirov | Birkózás      | Férfi szabadfogás, 55 kg     |
| Arany | Buvajszar Szajtyijev | Birkózás      | Férfi szabadfogás, 74 kg     |
| Arany | Hadzsimurat Gacalov | Birkózás      | Férfi szabadfogás, 96 kg     |
| Arany | Szergej Fedorovcev Igor Kravcov Alekszej Szvirin Nyikolaj Szpinyov | Evezés        | Férfi négypárevezős          |
| Arany | Vjacseszlav Jekimov | Kerékpározás  | Férfi időfutam               |
| Arany | Mihail Ignatyjev | Kerékpározás  | Férfi pontverseny            |
| Arany | Olga Szljuszareva | Kerékpározás  | Női pontverseny              |
| Arany | Alekszej Tyiscsenko | Ökölvívás     | Pehelysúly                   |
| Arany | Gajdarbek Gajdarbekov | Ökölvívás     | Középsúly                    |
| Arany | Alekszandr Povetkin | Ökölvívás     | Nehézsúly                    |
| Arany | Andrej Moiszejev | Öttusa        | Férfi egyéni                 |
| Arany | Mihail Nyesztrujev | Sportlövészet | Férfi szabadpisztoly         |
| Arany | Alekszej Alipov | Sportlövészet | Férfi trap                   |
| Arany | Ljubov Galkina | Sportlövészet | Női sportpuska, összetett    |
| Arany | Dmitrij Beresztov | Súlyemelés    | Férfi 105 kg                 |
| Arany | Anasztaszija Davidova Anasztaszija Jermakova | Szinkronúszás | Páros                        |
| Arany | Jelena Azarova Olga Brusznyikina Anasztaszija Davidova Marija Gromova Anasztaszija Jermakova Elvira Haszjanova Marija Kiszeljova Olga Novokscsenova Anna Sorina | Szinkronúszás | Csapat                       |
| Arany | Alina Kabajeva | Torna         | Ritmikus gimnasztika, egyéni |
| Arany | Oleszja Belugina Olga Glackih Tatyjana Kurbakova Natalja Lavrova Jelena Murzina Jelena Poszevina | Torna         | Ritmikus gimnasztika, csapat |
| Arany | Tatyjana Logunova Anna Szivkova Okszana Jermakova Karina Aznavurjan | Vívás         | Női párbajtőr, csapat        |
| Ezüst | Gyenyisz Nyizsegorodov | Atlétika      | Férfi 50 km gyaloglás        |
| Ezüst | Tatyjana Tomasova | Atlétika      | Női 1500 m                   |
| Ezüst | Olimpiada Ivanova | Atlétika      | Női 20 km gyaloglás          |
| Ezüst | Olga Fjodorova Irina Habarova Larisza Kruglova Julija Tabakova | Atlétika      | Női 4 × 100 m váltó          |
| Ezüst | Oleszja Krasznomovec Natalja Nazarova Oleszja Zikina Natalja Antyuh Natalja Ivanova Tatyjana Firova | Atlétika      | Női 4 × 400 m váltó          |
| Ezüst | Szvetlana Feofanova | Atlétika      | Női rúdugrás                 |
| Ezüst | Irina Szimagina | Atlétika      | Női távolugrás               |
| Ezüst | Gajdar Mamedalijev | Birkózás      | Férfi kötöttfogás, 55 kg     |
| Ezüst | Gjuzel Manyurova | Birkózás      | Női szabadfogás, 72 kg       |
| Ezüst | Vitalij Makarov | Cselgáncs     | Férfi könnyűsúly             |
| Ezüst | Tamerlan Tmenov | Cselgáncs     | Férfi nehézsúly              |
| Ezüst | Alekszandr Kosztoglod Alekszandr Kovaljov | Kajak-kenu    | Férfi kenu kettes 1000 m     |
| Ezüst | Tamila Abaszova | Kerékpározás  | Női egyéni sprint            |
| Ezüst | Vera Iljina Julija Pahalina | Műugrás       | Női szinkron műugrás         |
| Ezüst | Natalja Goncsarova Julija Koltunova | Műugrás       | Női szinkron toronyugrás     |
| Ezüst | Nemzeti válogatott Jevgenyija Artamonova Olga Csukanova Jekatyerina Gamova Alekszandra Korukovec Olga Nyikolajeva Jelena Plotnyikova Ljubov Saskova Marina Sesenyina Natalja Szafronova Irina Tyebenyihina Jelizaveta Tyiscsenko Jelena Tyurina                                              | Röplabda      | Női                          |
| Ezüst | Mihail Nyesztrujev | Sportlövészet | Férfi légpisztoly            |
| Ezüst | Szergej Poljakov | Sportlövészet | Férfi gyorstüzelő pisztoly   |
| Ezüst | Alekszandr Blinov | Sportlövészet | Férfi futócéllövészet        |
| Ezüst | Ljubov Galkina | Sportlövészet | Női légpuska                 |
| Ezüst | Hadzsimurat Akkajev | Súlyemelés    | Férfi 94 kg                  |
| Ezüst | Natalja Zabolotnaja | Súlyemelés    | Női 75 kg                    |
| Ezüst | Szvetlana Horkina | Torna         | Női egyéni összetett         |
| Ezüst | Irina Csascsina | Torna         | Ritmikus gimnasztika, egyéni |
| Ezüst | Alekszandr Moszkalenko | Torna         | Férfi trambulin              |
| Ezüst | Sztanyiszlava Komarova | Úszás         | Női 200 m hát                |
| Bronz | Alekszej Vojevogyin | Atlétika      | Férfi 50 km gyaloglás        |
| Bronz | Danyil Burkenya | Atlétika      | Férfi hármasugrás            |
| Bronz | Szergej Makarov | Atlétika      | Férfi gerelyhajítás          |
| Bronz | Natalja Antyuh | Atlétika      | Női 400 m                    |
| Bronz | Tatyjana Kotova | Atlétika      | Női távolugrás               |
| Bronz | Tatyjana Lebegyeva | Atlétika      | Női hármasugrás              |
| Bronz | Szvetlana Kriveljova | Atlétika      | Női súlylökés                |
| Bronz | Vartyeresz Szamurgasev | Birkózás      | Férfi kötöttfogás, 74 kg     |
| Bronz | Mahacs Murtazalijev | Birkózás      | Férfi szabadfogás, 66 kg     |
| Bronz | Szazsid Szazsidov | Birkózás      | Férfi szabadfogás, 84 kg     |
| Bronz | Dmitrij Noszov | Cselgáncs     | Férfi váltósúly              |
| Bronz | Haszanbi Taov | Cselgáncs     | Férfi középsúly              |
| Bronz | Tea Donguzasvili | Cselgáncs     | Női nehézsúly                |
| Bronz | Makszim Opalev | Kajak-kenu    | Férfi kenu egyes 500 m       |
| Bronz | Alekszandr Kosztoglod Alekszandr Kovaljov | Kajak-kenu    | Férfi kenu kettes 500 m      |
| Bronz | Olga Szljuszareva | Kerékpározás  | Női mezőnyverseny            |
| Bronz | Nemzeti válogatott Pavel Baskin Mihail Csipurin Alekszandr Gorbatyikov Vjacseszlav Gorpisin Vitalij Ivanov Eduard Koksarov Alekszej Kosztigov Gyenyisz Krivoslikov Vaszilij Kugyinov Oleg Kulesov Andrej Lavrov Szergej Pogorelov Alekszej Rasztvorcev Dmitrij Torgovanov Alekszandr Tucskin | Kézilabda     | Férfi                        |
| Bronz | Nemzeti válogatott Anna Arhipova Olga Artyesina Jelena Baranova Gyiana Gusztyilina Marija Kalmikova Jelena Karpova Ilona Korsztyin Irina Oszipova Okszana Rahmatulina Tatyjana Scsogoleva Marija Sztyepanova Natalja Vodopjanova                                                             | Kosárlabda    | Női                          |
| Bronz | Dmitrij Szautyin | Műugrás       | Férfi egyéni műugrás         |
| Bronz | Julija Pahalina | Műugrás       | Női egyéni műugrás           |
| Bronz | Szergej Kazakov | Ökölvívás     | Papírsúly                    |
| Bronz | Murat Hracsev | Ökölvívás     | Könnyűsúly                   |
| Bronz | Oleg Szaitov | Ökölvívás     | Váltósúly                    |
| Bronz | Nemzeti válogatott Pavel Abramov Szergej Baranov Tarasz Htyej Sztanyiszlav Gyinyejkin Andrej Jegorcsev Alekszej Kazakov Vagyim Hamutckih Alekszandr Koszarev Alekszej Kulesov Szergej Tyetyuhin Konsztantyin Usakov Alekszej Verbov                                                          | Röplabda      | Férfi                        |
| Bronz | Vlagyimir Iszakov | Sportlövészet | Férfi légpisztoly            |
| Bronz | Szergej Alifirenko | Sportlövészet | Férfi gyorstüzelő pisztoly   |
| Bronz | Dmitrij Likin | Sportlövészet | Férfi futócéllövészet        |
| Bronz | Eduard Tyukin | Súlyemelés    | Férfi 94 kg                  |
| Bronz | Gleb Piszarevszkij | Súlyemelés    | Férfi 105 kg                 |
| Bronz | Zarema Kaszajeva | Súlyemelés    | Női 69 kg                    |
| Bronz | Valentyina Popova | Súlyemelés    | Női 75 kg                    |
| Bronz | Anna Pavlova | Torna         | Női ugrás                    |
| Bronz | Ljudmila Jezsova Szvetlana Horkina Marija Krjucskova Anna Pavlova Jelena Zamolodcsikova Natalja Zigansina | Torna         | Női csapat összetett         |
| Bronz | Pavel Kolobkov | Vívás         | Férfi párbajtőr, egyéni      |
| Bronz | Renal Ganyejev Jurij Molcsan Ruszlan Naszibulin Vjacseszlav Pozdnyakov | Vívás         | Férfi tőr, csapat            |
| Bronz | Alekszej Gyjacsenko Sztanyiszlav Pozdnyakov Alekszej Jakimenko Szergej Sarikov | Vívás         | Férfi kard, csapat           |
| Bronz | Nemzeti válogatott Roman Balasov Revaz Csomahidze Alekszandr Fjodorov Szergej Garbuzov Dmitrij Gorskov Alekszandr Jerisov Vitalij Jurcsik Nyikolaj Kozlov Nyikolaj Makszimov Andrej Rekecsinszkij Dmitrij Sztratan Marat Zakirov Irek Zinnurov                                               | Vízilabda     | Férfi                        |

## Asztalitenisz
Férfi
| Versenyző                         | Versenyszám | 64-es főtábla     | 48-as főtábla                                 | 32-es főtábla                                                                    | Nyolcaddöntő                                                          | Negyeddöntő                                                                  | Elődöntő                                                                     | Döntő                                                                                           | Helyezés |
| Versenyző                         | Versenyszám | Ellenfél Eredmény | Ellenfél Eredmény                             | Ellenfél Eredmény                                                                | Ellenfél Eredmény                                                     | Ellenfél Eredmény                                                            | Ellenfél Eredmény                                                            | Ellenfél Eredmény                                                                               | Helyezés |
| --------------------------------- | ----------- | ----------------- | --------------------------------------------- | -------------------------------------------------------------------------------- | --------------------------------------------------------------------- | ---------------------------------------------------------------------------- | ---------------------------------------------------------------------------- | ----------------------------------------------------------------------------------------------- | -------- |
| Alekszej Szmirnov                 | Egyes       |                   | Luis Lin (DOM) · 9-11, 11-7, 4-11, 5-11, 6-11 | kiesett                                                                          | kiesett                                                               | kiesett                                                                      | kiesett                                                                      | kiesett                                                                                         | 33.      |
| Dmitrij Mazunov Alekszej Szmirnov | Páros       |                   |                                               | Csehország (CZE) · Petr Korbel · Richard Výborný · 11-4, 13-11, 11-7, 9-11, 11-6 | Hongkong (HKG) · Cheung Yuk · Leung Chu Yan · 14-12, 11-7, 11-8, 11-7 | Dél-Korea (KOR) · I Csholszung · Ju Szungmin · 10-12, 11-7, 11-9, 11-4, 11-8 | Hongkong (HKG) · Ko Lai Chak · Li Ching · 5-11, 9-11, 11-5, 11-8, 8-11, 6-11 | Bronzmérkőzés · Dánia (DEN) · Michael Maze · Finn Tugwell · 3-11, 8-11, 14-12, 11-3, 9-11, 8-11 | 4.       |

Női
| Versenyző                        | Versenyszám | 64-es főtábla                                  | 48-as főtábla                                                                                  | 32-es főtábla                                                                 | Nyolcaddöntő                                                      | Negyeddöntő       | Elődöntő          | Döntő             | Helyezés |
| Versenyző                        | Versenyszám | Ellenfél Eredmény                              | Ellenfél Eredmény                                                                              | Ellenfél Eredmény                                                             | Ellenfél Eredmény                                                 | Ellenfél Eredmény | Ellenfél Eredmény | Ellenfél Eredmény | Helyezés |
| -------------------------------- | ----------- | ---------------------------------------------- | ---------------------------------------------------------------------------------------------- | ----------------------------------------------------------------------------- | ----------------------------------------------------------------- | ----------------- | ----------------- | ----------------- | -------- |
| Okszana Fagyejeva                | Egyes       | Nieves Wu (DOM) · 11-9, 8-11, 6-11, 7-11, 9-11 | kiesett                                                                                        | kiesett                                                                       | kiesett                                                           | kiesett           | kiesett           | kiesett           | 49.      |
| Szvetlana Ganyina                | Egyes       |                                                | Laura Negrisoli (ITA) · 11-9, 14-12, 7-11, 3-11, 11-6, 11-9                                    | Lau Sui Fei (HKG) · 3-11, 6-11, 12-10, 5-11, 6-11                             | kiesett                                                           | kiesett           | kiesett           | kiesett           | 17.      |
| Szvetlana Ganyina Irina Palina   | Páros       |                                                |                                                                                                | Kanada (CAN) · Petra Cada · Marie Roussy · 11-5, 11-2, 11-7, 11-6             | Hongkong (HKG) · Song Ah Sim · Tie Ya Na · 7-11, 6-11, 7-11, 7-11 | kiesett           | kiesett           | kiesett           | 9.       |
| Okszana Fagyejeva Galina Melnyik | Páros       |                                                | Nigéria (NGR) · Offiong Edem · Cecilia Otu Offiong · 7-11, 11-3, 11-9, 11-2, 6-11, 10-12, 11-6 | Hongkong (HKG) · Lau Sui Fei · Lin Ling · 8-11, 7-11, 5-11, 11-8, 13-11, 8-11 | kiesett                                                           | kiesett           | kiesett           | kiesett           | 17.      |

## Atlétika
Férfi
| Versenyző                                                           | Versenyszám     | Előfutam | Előfutam | Előfutam | Negyeddöntő | Negyeddöntő | Negyeddöntő | Elődöntő | Elődöntő | Elődöntő | Döntő   | Döntő    |
| Versenyző                                                           | Versenyszám     | Idő      | Hely.    | Össz.    | Idő         | Hely.       | Össz.       | Idő      | Hely.    | Össz.    | Idő     | Helyezés |
| ------------------------------------------------------------------- | --------------- | -------- | -------- | -------- | ----------- | ----------- | ----------- | -------- | -------- | -------- | ------- | -------- |
| Andrej Jepisin                                                      | 100 m           | 10,29    | 5.       | 30.      | 10,29       | 7.          | 29.*        | kiesett  | kiesett  | kiesett  | kiesett | kiesett  |
| Oleg Szergejev                                                      | 200 m           | 20,95    | 6.       | 36.      | kiesett     | kiesett     | kiesett     | kiesett  | kiesett  | kiesett  | kiesett | kiesett  |
| Anton Galkin                                                        | 400 m           | kizárták | kizárták | kizárták |             |             |             | kiesett  | kiesett  | kiesett  | kiesett | kiesett  |
| Oleg Misukov                                                        | 400 m           | 46,41    | 6.       | 40.      |             |             |             | kiesett  | kiesett  | kiesett  | kiesett | kiesett  |
| Ramil Aritkulov                                                     | 800 m           | 1:49,25  | 7.       | 60.      |             |             |             | kiesett  | kiesett  | kiesett  | kiesett | kiesett  |
| Dmitrij Bogdanov                                                    | 800 m           | 1:47,03  | 4.       | 37.      |             |             |             | kiesett  | kiesett  | kiesett  | kiesett | kiesett  |
| Jurij Borzakovszkij                                                 | 800 m           | 1:46,20  | 1.       | 18.      |             |             |             | 1:44,29  | 2.       | 2.       | 1:44,45 |          |
| Alekszandr Krivcsinkov                                              | 1500 m          | 3:41,37  | 10.      | 26.      |             |             |             | kiesett  | kiesett  | kiesett  | kiesett | kiesett  |
| Szergej Csepiga                                                     | 110 m gát       | 13,59    | 5.       | 29.      | 13,55       | 5.          | 21.         | kiesett  | kiesett  | kiesett  | kiesett | kiesett  |
| Jevgenyij Pecsonkin                                                 | 110 m gát       | 13,64    | 4.       | 30.      | 13,53       | 4.          | 17.*        | kiesett  | kiesett  | kiesett  | kiesett | kiesett  |
| Igor Peremota                                                       | 110 m gát       | 13,54    | 4.       | 26.      | 13,64       | 7.          | 23.*        | kiesett  | kiesett  | kiesett  | kiesett | kiesett  |
| Borisz Gorban                                                       | 400 m gát       | 49,25    | 4.       | 18.*     |             |             |             | 49,46    | 7.       | 19.      | kiesett | kiesett  |
| Mihail Lipszkij                                                     | 400 m gát       | 49,00    | 3.       | 15.      |             |             |             | 49,10    | 6.       | 17.      | kiesett | kiesett  |
| Pavel Potapovics                                                    | 3000 m akadály  | 8:52,65  | 11.      | 37.      |             |             |             |          |          |          | kiesett | kiesett  |
| Roman Uszov                                                         | 3000 m akadály  | 8:24,19  | 7.       | 16.      |             |             |             |          |          |          | kiesett | kiesett  |
| Grigorij Andrejev                                                   | Maraton         |          |          |          |             |             |             |          |          |          | 2:16:55 | 19.      |
| Dmitrij Burmakin                                                    | Maraton         |          |          |          |             |             |             |          |          |          | 2:31:51 | 73.      |
| Leonyid Svecov                                                      | Maraton         |          |          |          |             |             |             |          |          |          | 2:15:28 | 13.      |
| Vlagyimir Andrejev                                                  | 20 km gyaloglás |          |          |          |             |             |             |          |          |          | 1:21:53 | 7.       |
| Viktor Burajev                                                      | 20 km gyaloglás |          |          |          |             |             |             |          |          |          | 1:25:36 | 22.      |
| Vlagyimir Parvatkin                                                 | 20 km gyaloglás |          |          |          |             |             |             |          |          |          | 1:31:13 | 38.      |
| Jurij Andronov                                                      | 50 km gyaloglás |          |          |          |             |             |             |          |          |          | 3:50:28 | 9.       |
| Gyenyisz Nyizsegorodov                                              | 50 km gyaloglás |          |          |          |             |             |             |          |          |          | 3:42:50 |          |
| Alekszej Vojevogyin                                                 | 50 km gyaloglás |          |          |          |             |             |             |          |          |          | 3:43:34 |          |
| Alekszandr Rjabov Oleg Szergejev Szergej Bicskov Andrej Jepisin     | 4 × 100 m váltó | 39,19    | 8.       | 15.      |             |             |             |          |          |          | kiesett | kiesett  |
| Alekszandr Larin Andrej Rudnyitszkij Oleg Misukov Ruszlan Mascsenko | 4 × 400 m váltó | 3:03,35  | 4.       | 9.       |             |             |             |          |          |          | kiesett | kiesett  |

| Versenyző                | Versenyszám   | Selejtező                | Selejtező                | Döntő    | Döntő    |
| Versenyző                | Versenyszám   | Eredmény                 | Helyezés                 | Eredmény | Helyezés |
| ------------------------ | ------------- | ------------------------ | ------------------------ | -------- | -------- |
| Pjotr Brajko             | Magasugrás    | 220 cm                   | 25.                      | kiesett  | kiesett  |
| Jaroszlav Ribakov        | Magasugrás    | 228 cm                   | 8.                       | 232 cm   | 6.       |
| Vjacseszlav Voronyin     | Magasugrás    | 228 cm                   | 12.                      | 229 cm   | 9.       |
| Pavel Geraszimov         | Rúdugrás      | 570 cm                   | 1.****                   | 555 cm   | 13.**    |
| Igor Pavlov              | Rúdugrás      | 570 cm                   | 6.                       | 580 cm   | 4.       |
| Vagyim Sztrogaljev       | Rúdugrás      | érvényes ugrás nélkül    | érvényes ugrás nélkül    | kiesett  | kiesett  |
| Vitalij Skurlatov        | Távolugrás    | 809 cm                   | 7.                       | 804 cm   | 9.       |
| Kirill Szoszunov         | Távolugrás    | 794 cm                   | 16.                      | kiesett  | kiesett  |
| Danyil Burkenya          | Hármasugrás   | 17,08 m                  | 7.                       | 17,48 m  |          |
| Viktor Guscsinszkij      | Hármasugrás   | 17,17 m                  | 6.                       | 17,11 m  | 7.       |
| Vitalij Moszkalenko      | Hármasugrás   | érvényes ugrás nélkül    | érvényes ugrás nélkül    | kiesett  | kiesett  |
| Pavel Csumacsenko        | Súlylökés     | 19,38 m                  | 23.                      | kiesett  | kiesett  |
| Ivan Juskov              | Súlylökés     | 19,67 m                  | 16.                      | kiesett  | kiesett  |
| Pavel Szofin             | Súlylökés     | 19,02 m                  | 31.                      | kiesett  | kiesett  |
| Alekszandr Boricsevszkij | Diszkoszvetés | 58,19 m                  | 25.                      | kiesett  | kiesett  |
| Dmitrij Sevcsenko        | Diszkoszvetés | érvényes kísérlet nélkül | érvényes kísérlet nélkül | kiesett  | kiesett  |
| Szergej Kirmaszov        | Kalapácsvetés | 75,83 m                  | 16.                      | kiesett  | kiesett  |
| Ilja Konovalov           | Kalapácsvetés | 76,36 m                  | 12.                      | kiesett  | kiesett  |
| Jurij Voronkin           | Kalapácsvetés | 73,47 m                  | 24.                      | kiesett  | kiesett  |
| Alekszandr Ivanov        | Gerelyhajítás | 82,18 m                  | 6.                       | 83,31 m  | 5.       |
| Szergej Makarov          | Gerelyhajítás | 86,08 m                  | 2.                       | 84,84 m  |          |

| Versenyző            | Versenyszám | 100 m | 100 m | Távolugrás | Távolugrás | Súlylökés        | Súlylökés        | Magasugrás       | Magasugrás       | 400 m            | 400 m            | 110 m gát        | 110 m gát        | Diszkoszvetés    | Diszkoszvetés    | Rúdugrás         | Rúdugrás         | Gerelyhajítás    | Gerelyhajítás    | 1500 m           | 1500 m           | Végeredmény   | Végeredmény   |
| Versenyző            | Versenyszám | Idő   | Pont  | Eredmény   | Pont       | Eredmény         | Pont             | Eredmény         | Pont             | Idő              | Pont             | Idő              | Pont             | Eredmény         | Pont             | Eredmény         | Pont             | Eredmény         | Pont             | Idő              | Pont             | Pont          | Helyezés      |
| -------------------- | ----------- | ----- | ----- | ---------- | ---------- | ---------------- | ---------------- | ---------------- | ---------------- | ---------------- | ---------------- | ---------------- | ---------------- | ---------------- | ---------------- | ---------------- | ---------------- | ---------------- | ---------------- | ---------------- | ---------------- | ------------- | ------------- |
| Nyikolaj Averjanov   | Tízpróba    | 10,55 | 963   | 734 cm     | 896        | 14,44 m          | 755              | 194 cm           | 749              | 49,72            | 828              | 14,39            | 925              | 39,88 m          | 662              | 480 cm           | 849              | 54,51 m          | 656              | 4:31,02          | 738              | 8021          | 15.           |
| Lev Lobogyin         | Tízpróba    | 11,05 | 850   | 686 cm     | 781        | nem állt rajthoz | nem állt rajthoz | nem állt rajthoz | nem állt rajthoz | nem állt rajthoz | nem állt rajthoz | nem állt rajthoz | nem állt rajthoz | nem állt rajthoz | nem állt rajthoz | nem állt rajthoz | nem állt rajthoz | nem állt rajthoz | nem állt rajthoz | nem állt rajthoz | nem állt rajthoz | nem ért célba | nem ért célba |
| Alekszandr Pogorelov | Tízpróba    | 10,95 | 872   | 731 cm     | 888        | 15,10 m          | 796              | 206 cm           | 859              | 50,79            | 779              | 14,21            | 948              | 44,60 m          | 759              | 500 cm           | 910              | 53,45 m          | 640              | 4:47,63          | 633              | 8084          | 11.           |

Női
| Versenyző                                                                                           | Versenyszám     | Előfutam | Előfutam | Előfutam | Negyeddöntő | Negyeddöntő | Negyeddöntő | Elődöntő | Elődöntő | Elődöntő | Döntő         | Döntő         |
| Versenyző                                                                                           | Versenyszám     | Idő      | Hely.    | Össz.    | Idő         | Hely.       | Össz.       | Idő      | Hely.    | Össz.    | Idő           | Helyezés      |
| --------------------------------------------------------------------------------------------------- | --------------- | -------- | -------- | -------- | ----------- | ----------- | ----------- | -------- | -------- | -------- | ------------- | ------------- |
| Irina Habarova                                                                                      | 100 m           | 11,32    | 2.       | 21.      | 11,32       | 5.          | 17.         | kiesett  | kiesett  | kiesett  | kiesett       | kiesett       |
| Larisza Kruglova                                                                                    | 100 m           | 11,23    | 3.       | 11.*     | 11,36       | 4.          | 20.         | kiesett  | kiesett  | kiesett  | kiesett       | kiesett       |
| Julija Tabakova                                                                                     | 100 m           | 11,22    | 1.       | 10.      | 11,25       | 4.          | 12.         | 11,25    | 8.       | 14.      | kiesett       | kiesett       |
| Jelena Bolszun                                                                                      | 200 m           | 23,00    | 3.       | 19.*     | 23,26       | 6.          | 22.         | kiesett  | kiesett  | kiesett  | kiesett       | kiesett       |
| Jekatyerina Kondratyjeva                                                                            | 200 m           | 23,03    | 3.       | 21.      | 23,37       | 7.          | 26.         | kiesett  | kiesett  | kiesett  | kiesett       | kiesett       |
| Tatyjana Levina                                                                                     | 200 m           | 23,05    | 2.       | 22.      | 23,23       | 5.          | 20.         | kiesett  | kiesett  | kiesett  | kiesett       | kiesett       |
| Natalja Antyuh                                                                                      | 400 m           | 50,54    | 1.       | 4.       |             |             |             | 50,04    | 2.       | 3.       | 49,89         |               |
| Natalja Nazarova                                                                                    | 400 m           | 50,82    | 1.       | 7.       |             |             |             | 50,63    | 3.       | 8.       | 50,65         | 8.            |
| Tatyjana Andrianova                                                                                 | 800 m           | 2:03,77  | 1.       | 26.      |             |             |             | 1:58,41  | 2.       | 2.       | 1:56,88       | 5.            |
| Szvetlana Cserkaszova                                                                               | 800 m           | 2:03,60  | 1.       | 23.      |             |             |             | 1:59,80  | 3.       | 12.      | kiesett       | kiesett       |
| Natalja Hruscseljeva                                                                                | 800 m           | 2:00,56  | 4.       | 4.       |             |             |             | 2:00,68  | 5.       | 18.      | kiesett       | kiesett       |
| Olga Jegorova                                                                                       | 1500 m          | 4:07,14  | 6.       | 21.      |             |             |             | 4:05,57  | 7.       | 7.       | 4:05,65       | 11.           |
| Natalja Jevdokimova                                                                                 | 1500 m          | 4:05,55  | 1.       | 1.       |             |             |             | 4:04,66  | 1.       | 1.       | 3:59,05       | 4.            |
| Tatyjana Tomasova                                                                                   | 1500 m          | 4:06,06  | 1.       | 6.       |             |             |             | 4:06,80  | 3.       | 10.      | 3:58,12       |               |
| Gulnara Szamitova-Galkina                                                                           | 5000 m          | 15:05,78 | 8.       | 15.      |             |             |             |          |          |          | 15:02,30      | 6.            |
| Lilija Sobuhova                                                                                     | 5000 m          | 15:01,86 | 4.       | 11.      |             |             |             |          |          |          | 15:15,64      | 13.           |
| Jelena Zadorozsnaja                                                                                 | 5000 m          | 15:01,77 | 3.       | 10.      |             |             |             |          |          |          | 14:55,52      | 4.            |
| Galina Bogomolova                                                                                   | 10 000 m        |          |          |          |             |             |             |          |          |          | 32:25,10      | 22.           |
| Ligyija Grigorjeva                                                                                  | 10 000 m        |          |          |          |             |             |             |          |          |          | 31:04,62      | 8.            |
| Marija Korotyejeva                                                                                  | 100 m gát       | 12,72    | 1.       | 2.       |             |             |             | 12,60    | 4.       | 5.       | 12,72         | 4.            |
| Natalja Ruszakova                                                                                   | 100 m gát       | 12,90    | 2.       | 13.      |             |             |             | 12,76    | 5.       | 13.      | kiesett       | kiesett       |
| Irina Sevcsenko                                                                                     | 100 m gát       | 12,82    | 2.       | 7.       |             |             |             | 12,67    | 2.       | 8.*      | nem ért célba | nem ért célba |
| Jekatyerina Bikert                                                                                  | 400 m gát       | 54,95    | 2.       | 11.      |             |             |             | 53,79    | 4.       | 5.       | 54,18         | 6.            |
| Jekatyerina Bahvalova                                                                               | 400 m gát       | 55,16    | 3.       | 14.      |             |             |             | 54,98    | 6.       | 9.       | kiesett       | kiesett       |
| Julija Pecsonkina                                                                                   | 400 m gát       | 53,57    | 1.       | 1.       |             |             |             | 53,31    | 1.       | 2.       | 55,79         | 8.            |
| Albina Ivanova                                                                                      | Maraton         |          |          |          |             |             |             |          |          |          | 2:47:23       | 40.           |
| Ljudmila Petrova                                                                                    | Maraton         |          |          |          |             |             |             |          |          |          | 2:31:56       | 8.            |
| Szvetlana Zaharova                                                                                  | Maraton         |          |          |          |             |             |             |          |          |          | 2:32:04       | 9.            |
| Olimpiada Ivanova                                                                                   | 20 km gyaloglás |          |          |          |             |             |             |          |          |          | 1:29:16       |               |
| Jelena Nyikolajeva                                                                                  | 20 km gyaloglás |          |          |          |             |             |             |          |          |          | 1:32:16       | 17.           |
| Julija Vojevogyina                                                                                  | 20 km gyaloglás |          |          |          |             |             |             |          |          |          | 1:31:02       | 13.           |
| Olga Fjodorova Irina Habarova Larisza Kruglova Julija Tabakova                                      | 4 × 100 m váltó | 42,12    | 1.       | 2.       |             |             |             |          |          |          | 42,27         |               |
| Natalja Antyuh Tatyjana Firova Natalja Ivanova Oleszja Krasznomovec Natalja Nazarova Oleszja Zikina | 4 × 400 m váltó | 3:23,52  | 1.       | 1.       |             |             |             |          |          |          | 3:20,16       |               |

| Versenyző             | Versenyszám   | Selejtező                | Selejtező                | Döntő    | Döntő    |
| Versenyző             | Versenyszám   | Eredmény                 | Helyezés                 | Eredmény | Helyezés |
| --------------------- | ------------- | ------------------------ | ------------------------ | -------- | -------- |
| Anna Csicserova       | Magasugrás    | 195 cm                   | 4.**                     | 196 cm   | 6.       |
| Tatyjana Novoszelceva | Magasugrás    | 192 cm                   | 13.                      | kiesett  | kiesett  |
| Jelena Szleszarenko   | Magasugrás    | 195 cm                   | 4.**                     | 206 cm   |          |
| Szvetlana Feofanova   | Rúdugrás      | 440 cm                   | 4.***                    | 475 cm   |          |
| Jelena Iszinbajeva    | Rúdugrás      | 440 cm                   | 4.***                    | 491 cm   |          |
| Anasztaszija Ivanova  | Rúdugrás      | 430 cm                   | 18.                      | kiesett  | kiesett  |
| Tatyjana Kotova       | Távolugrás    | 679 cm                   | 3.                       | 705 cm   |          |
| Irina Szimagina       | Távolugrás    | 675 cm                   | 4.                       | 705 cm   |          |
| Tatyjana Lebegyeva    | Távolugrás    | 695 cm                   | 1.                       | 707 cm   |          |
| Tatyjana Lebegyeva    | Hármasugrás   | 14,71 m                  | 5.                       | 15,14 m  |          |
| Viktorija Gurova      | Hármasugrás   | 14,04 m                  | 21.                      | kiesett  | kiesett  |
| Anna Pjatih           | Hármasugrás   | 14,62 m                  | 8.                       | 14,79    | 8.       |
| Irina Korzsanyenko    | Súlylökés     | kizárták                 | kizárták                 | kizárták | kizárták |
| Szvetlana Kriveljova  | Súlylökés     | 18,57 m                  | 7.                       | 19,49 m  |          |
| Olga Rjabinkina       | Súlylökés     | 18,00 m                  | 13.                      | kiesett  | kiesett  |
| Olga Csernyavszkaja   | Diszkoszvetés | 58,64 m                  | 21.                      | kiesett  | kiesett  |
| Okszana Jeszipcsuk    | Diszkoszvetés | 57,27 m                  | 30.                      | kiesett  | kiesett  |
| Natalja Szadova       | Diszkoszvetés | 64,33 m                  | 2.                       | 67,02 m  |          |
| Jelena Konyevceva     | Kalapácsvetés | 67,83 m                  | 16.                      | kiesett  | kiesett  |
| Olga Kuzenkova        | Kalapácsvetés | 73,71 m                  | 1.                       | 75,02 m  |          |
| Tatyjana Liszenko     | Kalapácsvetés | 66,82 m                  | 19.                      | kiesett  | kiesett  |
| Jekatyerina Ivakina   | Gerelyhajítás | érvényes kísérlet nélkül | érvényes kísérlet nélkül | kiesett  | kiesett  |
| Okszana Jarigina      | Gerelyhajítás | 57,57 m                  | 26.                      | kiesett  | kiesett  |
| Valerija Zabruszkova  | Gerelyhajítás | 57,53 m                  | 27.                      | kiesett  | kiesett  |

| Versenyző           | Versenyszám | 100 m gát     | 100 m gát     | Magasugrás       | Magasugrás       | Súlylökés        | Súlylökés        | 200 m            | 200 m            | Távolugrás       | Távolugrás       | Gerelyhajítás    | Gerelyhajítás    | 800 m            | 800 m            | Végeredmény   | Végeredmény   |
| Versenyző           | Versenyszám | Idő           | Pont          | Eredmény         | Pont             | Eredmény         | Pont             | Idő              | Pont             | Eredmény         | Pont             | Eredmény         | Pont             | Idő              | Pont             | Pont          | Helyezés      |
| ------------------- | ----------- | ------------- | ------------- | ---------------- | ---------------- | ---------------- | ---------------- | ---------------- | ---------------- | ---------------- | ---------------- | ---------------- | ---------------- | ---------------- | ---------------- | ------------- | ------------- |
| Tatyjana Gorgyejeva | Hétpróba    | nem ért célba | nem ért célba | nem állt rajthoz | nem állt rajthoz | nem állt rajthoz | nem állt rajthoz | nem állt rajthoz | nem állt rajthoz | nem állt rajthoz | nem állt rajthoz | nem állt rajthoz | nem állt rajthoz | nem állt rajthoz | nem állt rajthoz | nem ért célba | nem ért célba |
| Jelena Prohorova    | Hétpróba    | 13,84         | 1001          | 179 cm           | 966              | 13,67 m          | 772              | 24,71            | 914              | 621 cm           | 915              | 45,58 m          | 775              | 2:11,31          | 946              | 6289          | 5.            |
| Szvetlana Szokolova | Hétpróba    | 13,70         | 1021          | 170 cm           | 855              | 14,61 m          | 835              | 24,21            | 961              | 584 cm           | 801              | 47,86 m          | 819              | 2:13,23          | 918              | 6210          | 10.           |

* - egy másik versenyzővel azonos időt ért el

** - két másik versenyzővel azonos eredményt ért el

*** - három másik versenyzővel azonos eredményt ért el

**** - négy másik versenyzővel azonos eredményt ért el

## Birkózás

### Férfi
Kötöttfogású
| Versenyző              | Versenyszám | Csoportkör                                                                                                   | Csoportkör | Negyeddöntő                     | Elődöntő                            | Bronz- mérkőzés            | Döntő                         | Helyezés |
| Versenyző              | Versenyszám | Ellenfél Eredmény                                                                                            | Hely.      | Ellenfél Eredmény               | Ellenfél Eredmény                   | Ellenfél Eredmény          | Ellenfél Eredmény             | Helyezés |
| ---------------------- | ----------- | --- | ---------- | ------------------------------- | ----------------------------------- | -------------------------- | ----------------------------- | -------- |
| Gajdar Mamedalijev     | 55 kg       | F csoport · Dariusz Jabłoński (POL) · 3-0 · Mukesz Khatri (IND) · 3-0                                        | 1.         | Im Devon (KOR) · 3-0            | Artyom Kjuregjan (GRE) · 7-2        |                            | Majoros István (HUN) · 1-3    |          |
| Alekszej Sevcov        | 60 kg       | F csoport · Aj Linuer (CHN) · 4-2 · Jurij Kohl (GER) · 7-0                                                   | 1.         | Nurlan Kojzsaganov (KAZ) · 3-1  | Roberto Monzón (CUB) · 3-6          | Armen Nazarjan (BUL) · 3-4 |                               | 4.       |
| Makszim Szemjonov      | 66 kg       | A csoport · Jimmy Samuelsson (SWE) · 3-1 · Vaginak Galsztjan (ARM) · 2-2 PP                                  | 3.         | kiesett                         | kiesett                             | kiesett                    | kiesett                       | 9.       |
| Vartyeresz Szamurgasev | 74 kg       | E csoport · Konstantin Schneider (GER) · 8-3 · Volodimir Sackih (UKR) · 4-0 · Mohammad Babulfath (SWE) · 9-0 | 1.         |                                 | Aleksandr Dokturishvili (UZB) · 2-5 | Reto Bucher (SUI) · 10-0   |                               |          |
| Alekszej Misin         | 84 kg       | D csoport · Gotcha Tsitsiashvili (ISR) · 3-0 · Mélonin Noumonvi (FRA) · 3-0                                  | 1.         | Dimítriosz Avrámisz (GRE) · 5-2 | Vjacsaszlav Makaranka (BLR) · 6-0   |                            | Ara Abrahamian (SWE) · 1-1 PP |          |
| Gogi Koguasvili        | 96 kg       | A csoport · Szjarhej Listvan (BLR) · 5-0 · Martin Lidberg (SWE) · 3-1                                        | 1.         | Ramaz Nozadze (GEO) · 0-3       | kiesett                             | kiesett                    | kiesett                       | 6.       |
| Haszan Barojev         | 120 kg      | C csoport · David Vála (CZE) · 5-0 · Andrej Csehavszkaj (BLR) · 3-0                                          | 1.         | Mijaín López (CUB) · 2-0        | Szadzsád Barzi (IRI) · 4-0          |                            | Georgij Curcumia (KAZ) · 4-2  |          |

Szabadfogású
| Versenyző                 | Versenyszám | Csoportkör                                                                                 | Csoportkör | Negyeddöntő                     | Elődöntő                        | Bronz- mérkőzés                              | Döntő                         | Helyezés |
| Versenyző                 | Versenyszám | Ellenfél Eredmény                                                                          | Hely.      | Ellenfél Eredmény               | Ellenfél Eredmény               | Ellenfél Eredmény                            | Ellenfél Eredmény             | Helyezés |
| ------------------------- | ----------- | ------------------------------------------------------------------------------------------ | ---------- | ------------------------------- | ------------------------------- | -------------------------------------------- | ----------------------------- | -------- |
| Mavlet Batirov            | 55 kg       | F csoport · Bashir Rahmati (AFG) · 20-0 · Dilshod Mansurov (UZB) · 3-1                     | 1.         | Olekszandr Zaharuk (UKR) · 4-0  | Amiran Kardanov (GRE) · 7-1     |                                              | Stephen Abas (USA) · 9-1      |          |
| Murad Umahanov            | 60 kg       | B csoport · Gia Sissaouri (CAN) · 2-8 · Tevfik Odabaşı (TUR) · 5-2                         | 2.         | kiesett                         | kiesett                         | kiesett                                      | kiesett                       | 10.      |
| Mahacs Murtazalijev       | 66 kg       | F csoport · Artur Tavkazakhov (UZB) · 8-2 · Alirezá Dabir (IRI) · 4-0                      | 1.         | Ömer Çubukçu (TUR) · 6-0        | Jamill Kelly (USA) · 1-3        | Leonyid Szpiridonov (KAZ) · 2-1              |                               |          |
| Buvajszar Szajtyijev      | 74 kg       | F csoport · Emzáriosz Betinídisz (GRE) · 6-1 · Ritter Árpád (HUN) · 8-2                    | 1.         | Murad Hajdarav (BLR) · 3-2      | Krystian Brzozowski (POL) · 8-0 |                                              | Gennagyij Lalijev (KAZ) · 7-0 |          |
| Szazsid Szazsidov         | 84 kg       | G csoport · Samil Alijev (TJK) · 5-0 · Nicolae Ghiţă (ROU) · TUS · Matar Sène (SEN) · 17-0 | 1.         |                                 | Mun Idzse (KOR) · 2-10          | Joel Roméro (CUB) · 5-3                      |                               |          |
| Hadzsimurat Gacalov       | 96 kg       | E csoport · Vadim Taszojev (UKR) · 3-0 · Rolf Scherrer (SUI) · 3-1                         | 1.         | Aljakszandr Samarav (BLR) · 3-0 | Daniel Cormier (USA) · 5-0      |                                              | Magamed Ibragimov (UZB) · 4-1 |          |
| Kuramagomed Kuramagomedov | 120 kg      | B csoport · Alekszi Modebadze (GEO) · 5-0 · Aubéli Ottó (HUN) · 6-0                        | 1.         | Artur Taymazov (UZB) · 3-7      |                                 | 5. helyért · Alexis Rodríguez (CUB) · 0-4 PA |                               | 6.       |

### Női
Szabadfogású
| Versenyző        | Versenyszám | Csoportkör                                                                                  | Csoportkör | Elődöntő                                         | Bronz- mérkőzés                          | Döntő                 | Helyezés |
| Versenyző        | Versenyszám | Ellenfél Eredmény                                                                           | Hely.      | Ellenfél Eredmény                                | Ellenfél Eredmény                        | Ellenfél Eredmény     | Helyezés |
| ---------------- | ----------- | ------------------------------------------------------------------------------------------- | ---------- | ------------------------------------------------ | ---------------------------------------- | --------------------- | -------- |
| Lorisza Oorzsak  | 48 kg       | D csoport · Patricia Miranda (USA) · 3-7 · Li Huj (CHN) · 12-9 · Mayelis Caripa (VEN) · 7-0 | 2.         | 5–8. helyért · Ligyija Karamcsakova (TJK) · 11-0 | 5. helyért · Brigitte Wagner (GER) · 3-1 |                       | 5.       |
| Olga Szmirnova   | 55 kg       | A csoport · Tela O'Donnell (USA) · TUS · Tonya Verbeek (CAN) · 3-13                         | 3.         | kiesett                                          | kiesett                                  | kiesett               | 9.       |
| Aljona Kartasova | 63 kg       | D csoport · Icsó Kaori (JPN) · 2-6 · Ljudmila Holovcsenko (UKR) · 7-0                       | 2.         | 5–8. helyért · Volha Hilko (BLR) · 1-4           | kiesett                                  |                       | 8.       |
| Gjuzel Manyurova | 72 kg       | A csoport · Anita Schätzle (GER) · TUS · Marina Gastl (AUT) · 7-1                           | 1.         | Szvitlana Szajenko (UKR) · TUS                   |                                          | Vang Hszü (CHN) · 2-7 |          |

PA - visszalépett (birói döntéssel 0-4)

PP - döntő fölény

## Cselgáncs
Férfi
| Versenyző          | Versenyszám   | Selejtező         | 32-es főtábla                            | Nyolcaddöntő                         | Negyeddöntő                          | Elődöntő                           | Vigaszág első kör                 | Vigaszág negyeddöntő                    | Vigaszág elődöntő              | Bronz- mérkőzés                 | Döntő                             | Helyezés    |
| Versenyző          | Versenyszám   | Ellenfél Eredmény | Ellenfél Eredmény                        | Ellenfél Eredmény                    | Ellenfél Eredmény                    | Ellenfél Eredmény                  | Ellenfél Eredmény                 | Ellenfél Eredmény                       | Ellenfél Eredmény              | Ellenfél Eredmény               | Ellenfél Eredmény                 | Helyezés    |
| ------------------ | ------------- | ----------------- | ---------------------------------------- | ------------------------------------ | ------------------------------------ | ---------------------------------- | --------------------------------- | --------------------------------------- | ------------------------------ | ------------------------------- | --------------------------------- | ----------- |
| Jevgenyij Sztanyev | Légsúly       |                   | Júnesz el-Ahamdi (MAR) · 1000-0000       | Anísz Lúnífi (TUN) · 1001-0000       | Nesztor Hergiani (GEO) · 0010-0120   |                                    |                                   | Kenji Uematsu (ESP) · 0000-0001         | kiesett                        | kiesett                         |                                   | helyezetlen |
| Magomed Dzsafarov  | Harmatsúly    |                   | Alex Ottiano (USA) · 0013-0001           | Henrique Guimarães (BRA) · 0101-0010 | Ucsisiba Maszato (JPN) · 0000-1001   |                                    |                                   | Jorge Lencina (ARG) · 0001-1001         | kiesett                        | kiesett                         |                                   | helyezetlen |
| Vitalij Makarov    | Könnyűsúly    |                   | Lavréndisz Alexanídisz (GRE) · 1000-0000 | Davit Kevhisvili (GEO) · 0221-0000   | Damdiní Szüldbajar (MGL) · 0120-0000 | Daniel Fernandes (FRA) · 1000-0001 |                                   |                                         |                                |                                 | I Vonhi (KOR) · 0001-1021         |             |
| Dmitrij Noszov     | Váltósúly     |                   | Tomoucsi Maszahiko (JPN) · 0201-0001     | Roberto Meloni (ITA) · 0011-0001     | Flávio Canto (BRA) · 0110-0010       | Ilíasz Iliádisz (GRE) · 0000-1010  |                                   |                                         |                                | Mehman Əzizov (AZE) · 0100-0020 |                                   |             |
| Haszanbi Taov      | Középsúly     |                   | Yosvany Despaigne (CUB) · 0011-0001      | Zurab Zviadauri (GEO) · 0001-1001    |                                      |                                    | Francesco Lepre (ITA) · 1001-0000 | Frédéric Demontfaucon (FRA) · 0100-0020 | Daniel Kelly (AUS) · 0100-0001 | Hvang Hithe (KOR) · 1010-0000   |                                   |             |
| Dmitrij Makszimov  | Félnehézsúlyú |                   | Maszud Hoszravinezsád (IRI) · 0100-0001  | Ghislain Lemaire (FRA) · 0000-1001   | kiesett                              | kiesett                            |                                   |                                         |                                |                                 |                                   | helyezetlen |
| Tamerlan Tmenov    | Nehézsúly     |                   | Gabi Munteanu (ROU) · 1110-0000          | Daniel Hernandes (BRA) · 1110-0000   | Indrek Pertelson (EST) · 1110-0001   | Szejed Fasandi (IRI) · 1110-0010   |                                   |                                         |                                |                                 | Szuzuki Keidzsi (JPN) · 0000-1000 |             |

Női
| Versenyző        | Versenyszám  | Selejtező                             | Nyolcaddöntő                     | Negyeddöntő                        | Elődöntő                      | Vigaszág első kör                | Vigaszág negyeddöntő              | Vigaszág elődöntő               | Bronz- mérkőzés                     | Döntő             | Helyezés    |
| Versenyző        | Versenyszám  | Ellenfél Eredmény                     | Ellenfél Eredmény                | Ellenfél Eredmény                  | Ellenfél Eredmény             | Ellenfél Eredmény                | Ellenfél Eredmény                 | Ellenfél Eredmény               | Ellenfél Eredmény                   | Ellenfél Eredmény | Helyezés    |
| ---------------- | ------------ | ------------------------------------- | -------------------------------- | ---------------------------------- | ----------------------------- | -------------------------------- | --------------------------------- | ------------------------------- | ----------------------------------- | ----------------- | ----------- |
| Ljubov Bruletova | Légsúly      | Konkiswinde Ouelogo (BUR) · 0201-0000 | Anna Krajewska (POL) · 0000-1000 | kiesett                            | kiesett                       |                                  |                                   |                                 |                                     |                   | helyezetlen |
| Natalja Juhareva | Könnyűsúly   |                                       | Kje Szunhi (PRK) · 0010-0031     |                                    |                               | Marcon Bezzina (MLT) · 1100-0000 | Sophie Cox (GBR) · 1000-0000      | Barbara Harel (FRA) · 0001-0020 | kiesett                             |                   | 7.          |
| Vera Moszkaljuk  | Félnehézsúly |                                       | Liu Hszia (CHN) · 0000-0120      |                                    |                               | Claudia Zwiers (NED) · 0102-0000 | Yurisel Laborde (CUB) · 0000-1001 | kiesett                         | kiesett                             |                   | helyezetlen |
| Tea Donguzasvili | Nehézsúly    | Szamáh Ramadán (EGY) · 1001-0001      | Cshö Szugi (KOR) · 1100-0001     | Barbara Andolina (ITA) · 1010-0001 | Cukada Maki (JPN) · 0000-0210 |                                  |                                   |                                 | Inszáf el-Jahjávi (TUN) · 0210-0000 |                   |             |

## Evezés
Férfi
| Versenyző                                                                       | Versenyszám                          | Előfutam | Előfutam | Vigaszág | Vigaszág | Elődöntő | Elődöntő | Elődöntő | Döntő | Döntő   | Döntő | Helyezés |
| Versenyző                                                                       | Versenyszám                          | Idő      | Hely.    | Idő      | Hely.    | Típus    | Idő      | Hely.    | Típus | Idő     | Hely. | Helyezés |
| ------------------------------------------------------------------------------- | ------------------------------------ | -------- | -------- | -------- | -------- | -------- | -------- | -------- | ----- | ------- | ----- | -------- |
| Szergej Fedorovcev Igor Kravcov Alekszej Szvirin Nyikolaj Szpinyov              | Négypárevezős                        | 5:43,77  | 2.       |          |          | A/B      | 5:44,08  | 2.       | A     | 5:56,85 | 1.    |          |
| Szergej Matvejev Vlagyimir Vologyenkov Alekszandr Litvincsev Jevgenyij Zsigulin | Kormányos nélküli négyes             | 6:36,93  | 4.       | 5:56,94  | 1.       | A/B      | 6:02,26  | 5.       | B     | 5:53,58 | 5.    | 11.      |
| Alekszandr Zjuzin Szergej Bukrejev Valerij Szaricsev Alekszandr Szavin          | Könnyűsúlyú kormányos nélküli négyes | 5:55,67  | 4.       | 5:52,87  | 1.       | A/B      | 5:59,75  | 4.       | B     | 6:20,64 | 2.    | 8.       |

Női
| Versenyző                                                    | Versenyszám   | Előfutam | Előfutam | Vigaszág | Vigaszág | Elődöntő | Elődöntő | Elődöntő | Döntő | Döntő   | Döntő | Helyezés |
| Versenyző                                                    | Versenyszám   | Idő      | Hely.    | Idő      | Hely.    | Típus    | Idő      | Hely.    | Típus | Idő     | Hely. | Helyezés |
| ------------------------------------------------------------ | ------------- | -------- | -------- | -------- | -------- | -------- | -------- | -------- | ----- | ------- | ----- | -------- |
| Irina Fedotova                                               | Egypárevezős  | 7:51,71  | 2.       | 7:35,83  | 1.       | A/B      | 7:45,43  | 4.       | B     | 7:29,04 | 1.    | 7.       |
| Olga Szamulenkova Julija Kalinovszkaja                       | Kétpárevezős  | 7:54,75  | 5.       | 7:12,02  | 4.       |          |          |          | B     | 7:02,25 | 4.    | 10.      |
| Julija Levina Larisza Merk Anna Szergejeva Okszana Dorodnova | Négypárevezős | 6:12,72  | 2.       | 6:23,13  | 1.       |          |          |          | A     | 6:36,49 | 4.    | 4.       |

## Íjászat
Férfi
| Versenyző              | Versenyszám | Selejtező | Selejtező | 64-es főtábla                                | 32-es főtábla                         | Nyolcaddöntő                        | Negyeddöntő       | Elődöntő          | Döntő             | Helyezés |
| Versenyző              | Versenyszám | Pont      | Kiemelt   | Ellenfél Eredmény                            | Ellenfél Eredmény                     | Ellenfél Eredmény                   | Ellenfél Eredmény | Ellenfél Eredmény | Ellenfél Eredmény | Helyezés |
| ---------------------- | ----------- | --------- | --------- | -------------------------------------------- | ------------------------------------- | ----------------------------------- | ----------------- | ----------------- | ----------------- | -------- |
| Dmitrij Nyevmerzsickij | Egyéni      | 639       | 44.       | Michael Frankenberg (GER) (21.) · 135-140    | kiesett                               | kiesett                             | kiesett           | kiesett           | kiesett           | 53.      |
| Balzsinyima Cirempilov | Egyéni      | 668       | 7.        | Jeórjiosz Kalojanídisz (GRE) (58.) · 148-133 | Jonas Andersson (SWE) (26.) · 162-160 | Chen Szu-Yuan (TPE) (10.) · 161-169 | kiesett           | kiesett           | kiesett           | 14.      |

Női
| Versenyző                                               | Versenyszám | Selejtező | Selejtező | 64-es főtábla                                 | 32-es főtábla                        | Nyolcaddöntő                                                                    | Negyeddöntő       | Elődöntő          | Döntő             | Helyezés |
| Versenyző                                               | Versenyszám | Pont      | Kiemelt   | Ellenfél Eredmény                             | Ellenfél Eredmény                    | Ellenfél Eredmény                                                               | Ellenfél Eredmény | Ellenfél Eredmény | Ellenfél Eredmény | Helyezés |
| ------------------------------------------------------- | ----------- | --------- | --------- | --------------------------------------------- | ------------------------------------ | ------------------------------------------------------------------------------- | ----------------- | ----------------- | ----------------- | -------- |
| Natalja Bolotova                                        | Egyéni      | 625       | 33.       | Mon Redee Sut Txi (MAS) (32.) · 154-143       | Pak Szonghjon (KOR) (1.) · 148-165   | kiesett                                                                         | kiesett           | kiesett           | kiesett           | 30.      |
| Jelena Dosztaj                                          | Egyéni      | 609       | 50.       | Margarita Galinovszkaja (RUS) (15.) · 136-153 | kiesett                              | kiesett                                                                         | kiesett           | kiesett           | kiesett           | 47.      |
| Margarita Galinovszkaja                                 | Egyéni      | 639       | 15.       | Jelena Dosztaj (RUS) (50.) · 153-136          | Cornelia Pfohl (GER) (18.) · 158-156 | I Szongdzsin (KOR) (2.) · 154-165                                               | kiesett           | kiesett           | kiesett           | 12.      |
| Natalja Bolotova Jelena Dosztaj Margarita Galinovszkaja | Csapat      | 1873      | 11.       |                                               |                                      | Németország (GER) · Anja Hitzler · Cornelia Pfohl · Wiebke Nulle (6.) · 234-238 | kiesett           | kiesett           | kiesett           | 9.       |

## Kajak-kenu

### Síkvízi
Férfi
| Versenyző                                 | Versenyszám         | Előfutam | Előfutam | Előfutam | Elődöntő | Elődöntő | Elődöntő | Döntő    | Döntő    |
| Versenyző                                 | Versenyszám         | Idő      | Hely.    | Össz.    | Idő      | Hely.    | Össz.    | Idő      | Helyezés |
| ----------------------------------------- | ------------------- | -------- | -------- | -------- | -------- | -------- | -------- | -------- | -------- |
| Andrej Skjotov                            | Kajak egyes 500 m   | 1:40,809 | 7.       | 19.      | 1:40,765 | 7.       | 14.      | kiesett  | kiesett  |
| Andrej Skjotov                            | Kajak egyes 1000 m  | 3:35,708 | 4.       | 15.      | 3:35,349 | 7.       | 13.      | kiesett  | kiesett  |
| Anatolij Tyiscsenko Vlagyimir Grusihin    | Kajak kettes 500 m  | 1:30,761 | 3.       | 7.       | 1:31,786 | 2.       | 6.       | 1:31,048 | 9.       |
| Anatolij Tyiscsenko Vlagyimir Grusihin    | Kajak kettes 1000 m | 3:22,332 | 8.       | 15.      | 3:14,089 | 5.       | 5.       | kiesett  | kiesett  |
| Makszim Opalev                            | Kenu egyes 500 m    | 1:48,144 | 1.D      | 1.       |          |          |          | 1:47,767 |          |
| Konsztantyin Fomicsev                     | Kenu egyes 1000 m   | 3:48,690 | 1.D      | 1.       |          |          |          | 3:55,773 | 9.       |
| Alekszandr Kosztoglod Alekszandr Kovaljov | Kenu kettes 500 m   | 1:40,128 | 3.D      | 3.*      |          |          |          | 1:40,442 |          |
| Alekszandr Kosztoglod Alekszandr Kovaljov | Kenu kettes 1000 m  | 3:31,023 | 2.D      | 5.       |          |          |          | 3:42,990 |          |

Női
| Versenyző       | Versenyszám       | Előfutam | Előfutam | Előfutam | Elődöntő | Elődöntő | Elődöntő | Döntő   | Döntő    |
| Versenyző       | Versenyszám       | Idő      | Hely.    | Össz.    | Idő      | Hely.    | Össz.    | Idő     | Helyezés |
| --------------- | ----------------- | -------- | -------- | -------- | -------- | -------- | -------- | ------- | -------- |
| Olga Kosztyenko | Kajak egyes 500 m | 1:58,520 | 6.       | 18.      | 1:55,766 | 6.       | 8.       | kiesett | kiesett  |

* - egy másik párossal azonos időt ért el

## Kerékpározás

### Hegyi-kerékpározás
| Versenyző         | Versenyszám        | Idő              | Helyezés |
| ----------------- | ------------------ | ---------------- | -------- |
| Jurij Trofimov    | Férfi terepverseny | 2:27:46 (+12:44) | 27.      |
| Irina Kalentyjeva | Női terepverseny   | 2:08:57 (+12:06) | 13.      |

### Országúti kerékpározás
Férfi
| Versenyző            | Versenyszám   | Idő                   | Helyezés      |
| -------------------- | ------------- | --------------------- | ------------- |
| Vlagyimir Karpec     | Mezőnyverseny | nem ért célba         | nem ért célba |
| Alekszandr Kolobnyev | Mezőnyverseny | 5:41:56 (+0:12)       | 10.           |
| Gyenyisz Menysov     | Mezőnyverseny | nem ért célba         | nem ért célba |
| Vjacseszlav Jekimov  | Mezőnyverseny | nem ért célba         | nem ért célba |
| Vjacseszlav Jekimov  | Időfutam      | 57:50,58 (+0:18,84)   | [ 1 ]         |
| Jevgenyij Petrov     | Időfutam      | 1:02:50,32 (+5:18,58) | 29.           |
| Jevgenyij Petrov     | Mezőnyverseny | 5:41:56 (+0:12)       | 37.           |

Női
| Versenyző             | Versenyszám   | Idő                 | Helyezés      |
| --------------------- | ------------- | ------------------- | ------------- |
| Szvetlana Bubnyenkova | Mezőnyverseny | nem ért célba       | nem ért célba |
| Olga Szljuszareva     | Mezőnyverseny | 3:25:03 (+0:39)     |               |
| Olga Szljuszareva     | Időfutam      | 32:51,06 (+1:39,53) | 12.           |
| Zulfija Zabirova      | Időfutam      | 32:30,08 (+1:18,55) | 8.            |
| Zulfija Zabirova      | Mezőnyverseny | 3:28:39 (+4:15)     | 39.           |

### Pálya-kerékpározás
Sprintversenyek
| Versenyző               | Versenyszám       | Selejtező | Selejtező | 1. forduló                        | Vigaszág                                             | Vigaszág | 9–12. helyért          | 9–12. helyért | Negyeddöntő                                       | 5–8. helyért           | 5–8. helyért | Elődöntő                                               | Döntő                                              | Helyezés |
| Versenyző               | Versenyszám       | Idő       | Hely.     | Ellenfél Győztes idő              | Ellenfelek Győztes idő                               | Hely.    | Ellenfelek Győztes idő | Hely.         | Ellenfél Győztes idő                              | Ellenfelek Győztes idő | Hely.        | Ellenfél Győztes idő                                   | Ellenfél Győztes idő                               | Helyezés |
| ----------------------- | ----------------- | --------- | --------- | --------------------------------- | ---------------------------------------------------- | -------- | ---------------------- | ------------- | ------------------------------------------------- | ---------------------- | ------------ | ------------------------------------------------------ | -------------------------------------------------- | -------- |
| Tamila Abaszova         | Női egyéni sprint | 11,364    | 3.        | Victoria Pendleton (GBR) · 11,714 |                                                      |          |                        |               | Simona Krupeckaitė (LTU) · 11,993, 12,632, 11,914 |                        |              | Szvetlana Grankovszkaja (RUS) · 11,893, 11,965, 11,894 | Lori-Ann Muenzer (CAN) · 12,126, 12,140            |          |
| Szvetlana Grankovszkaja | Női egyéni sprint | 11,456    | 7.        | Simona Krupeckaitė (LTU) · 11,872 | Jennie Reed (USA) · Evgenija Radanova (BUL) · 12,015 | 1.       |                        |               | Natallja Cilinszkaja (BLR) · 11,945, 12,085       |                        |              | Tamila Abaszova (RUS) · 11,893, 11,965, 11,894         | Bronzmérkőzés · Anna Meares (AUS) · 12,042, 11,822 | 4.       |

Üldözőversenyek
| Versenyző                                                                | Versenyszám                | Selejtező | Selejtező | Elődöntő                         | Elődöntő  | Elődöntő | Döntő        | Döntő     | Döntő    |
| Versenyző                                                                | Versenyszám                | Idő       | Hely.     | Ellenfél Idő                     | Saját idő | Hely.    | Ellenfél Idő | Saját idő | Helyezés |
| ------------------------------------------------------------------------ | -------------------------- | --------- | --------- | -------------------------------- | --------- | -------- | ------------ | --------- | -------- |
| Alekszej Markov                                                          | Férfi egyéni üldözőverseny | 4:25,520  | 10.       | kiesett                          | kiesett   | kiesett  | kiesett      | kiesett   | kiesett  |
| Jelena Csaljh                                                            | Női egyéni üldözőverseny   | 3:33,709  | 5.        | Katherine Bates (AUS) · 3:34,743 | 3:36,442  | 7.       | kiesett      | kiesett   | kiesett  |
| Olga Szljuszareva                                                        | Női egyéni üldözőverseny   | 3:35,177  | 8.        | Sarah Ulmer (NZL) · 3:27,444     | 3:36,263  | 6.       | kiesett      | kiesett   | kiesett  |
| Vlagyiszlav Boriszov Alekszandr Hatuncev Alekszej Markov Andrej Minaskin | Férfi csapat üldözőverseny | 4:09,394  | 9.        | kiesett                          | kiesett   | kiesett  | kiesett      | kiesett   | kiesett  |

Időfutam
| Név                     | Versenyszám         | Idő    | Helyezés |
| ----------------------- | ------------------- | ------ | -------- |
| Tamila Abaszova         | Női egyéni időfutam | 35,147 | 12.      |
| Szvetlana Grankovszkaja | Női egyéni időfutam | 34,797 | 9.       |

Pontversenyek
| Versenyző                   | Versenyszám       | Pont | Helyezés |
| --------------------------- | ----------------- | ---- | -------- |
| Mihail Ignatyjev            | Férfi pontverseny | 93   |          |
| Olga Szljuszareva           | Női pontverseny   | 20   |          |
| Oleg Griskin Alekszej Smidt | Férfi madison     | 1    | 17.      |

## Kézilabda

### Férfi

#### Eredmények
Csoportkör
A csoport
| Csapat              | M | Gy | D | V | G+  | G–  | Gk  | P  |
| ------------------- | - | -- | - | - | --- | --- | --- | -- |
| Horvátország (CRO)  | 5 | 5  | 0 | 0 | 146 | 129 | +17 | 10 |
| Spanyolország (ESP) | 5 | 4  | 0 | 1 | 154 | 137 | +17 | 8  |
| Dél-Korea (KOR)     | 5 | 2  | 0 | 3 | 148 | 148 | 0   | 4  |
| Oroszország (RUS)   | 5 | 2  | 0 | 3 | 145 | 145 | 0   | 4  |
| Izland (ISL)        | 5 | 1  | 0 | 4 | 143 | 158 | –15 | 2  |
| Szlovénia (SLO)     | 5 | 1  | 0 | 4 | 130 | 149 | –19 | 2  |

| 2004. augusztus 14. 14:30 | Oroszország (RUS) | 28–25   | Szlovénia (SLO) | Sports Pavillion, Athén Játékvezetők: Bord, Buy (FRA) |
| 2004. augusztus 14. 14:30 | Koksarov 9        | (16–13) | három játékos 4 | Sports Pavillion, Athén Játékvezetők: Bord, Buy (FRA) |
| 2004. augusztus 14. 14:30 | 8× 2× 1×          |         | 9× 3×           | Sports Pavillion, Athén Játékvezetők: Bord, Buy (FRA) |

| 2004. augusztus 16. 09:30 | Dél-Korea (KOR)          | 35–32   | Oroszország (RUS) | Sports Pavillion, Athén Játékvezetők: Hansson, Olsson (SWE) |
| 2004. augusztus 16. 09:30 | Jun Gjongszin, I Dzseu 7 | (16–16) | Koksarov 6        | Sports Pavillion, Athén Játékvezetők: Hansson, Olsson (SWE) |
| 2004. augusztus 16. 09:30 | 2× 3×                    |         | 2× 3×             | Sports Pavillion, Athén Játékvezetők: Hansson, Olsson (SWE) |

| 2004. augusztus 18. 19:30 | Spanyolország (ESP) | 29–26   | Oroszország (RUS) | Sports Pavillion, Athén Játékvezetők: Nachevski, Nachevski (MKD) |
| 2004. augusztus 18. 19:30 | három játékos 5     | (11–11) | Rasztvorcev 6     | Sports Pavillion, Athén Játékvezetők: Nachevski, Nachevski (MKD) |
| 2004. augusztus 18. 19:30 | 6× 3×               |         | 7× 3× 1×          | Sports Pavillion, Athén Játékvezetők: Nachevski, Nachevski (MKD) |

| 2004. augusztus 20. 19:30 | Oroszország (RUS)         | 25–26   | Horvátország (CRO) | Sports Pavillion, Athén Játékvezetők: Hansson, Olsson (SWE) |
| 2004. augusztus 20. 19:30 | Torgovanov, Rasztvorcev 6 | (14–10) | Lacković 9         | Sports Pavillion, Athén Játékvezetők: Hansson, Olsson (SWE) |
| 2004. augusztus 20. 19:30 | 5× 2×                     |         | 3× 3×              | Sports Pavillion, Athén Játékvezetők: Hansson, Olsson (SWE) |

| 2004. augusztus 22. 19:30 | Oroszország (RUS) | 34–30   | Izland (ISL)  | Sports Pavillion, Athén Játékvezetők: Bord, Buy (FRA) |
| 2004. augusztus 22. 19:30 | Rasztvorcev 10    | (17–11) | Stefánsson 10 | Sports Pavillion, Athén Játékvezetők: Bord, Buy (FRA) |
| 2004. augusztus 22. 19:30 | 5× 3×             |         | 2× 3×         | Sports Pavillion, Athén Játékvezetők: Bord, Buy (FRA) |

Negyeddöntő
| 2004. augusztus 24. 21:30 | Franciaország (FRA) | 24–26   | Oroszország (RUS)  | Sports Pavillion, Athén Játékvezetők: Nachevski, Nachevski (MKD) |
| 2004. augusztus 24. 21:30 | Abati 6             | (14–13) | Ivanov, Koksarov 5 | Sports Pavillion, Athén Játékvezetők: Nachevski, Nachevski (MKD) |
| 2004. augusztus 24. 21:30 | 2× 3×               |         | 3× 3×              | Sports Pavillion, Athén Játékvezetők: Nachevski, Nachevski (MKD) |

Elődöntő
| 2004. augusztus 27. 16:30 | Németország (GER) | 21–15  | Oroszország (RUS) | Sports Pavillion, Athén Játékvezetők: Bord, Buy (FRA) |
| 2004. augusztus 27. 16:30 | Kretzschmar 5     | (9–10) | Torgovanov 5      | Sports Pavillion, Athén Játékvezetők: Bord, Buy (FRA) |
| 2004. augusztus 27. 16:30 | 4× 3× 1×          |        | 3× 2×             | Sports Pavillion, Athén Játékvezetők: Bord, Buy (FRA) |

Bronzmérkőzés
| 2004. augusztus 28. 21:30 | Magyarország (HUN) | 26–28   | Oroszország (RUS) | Sports Pavillion, Athén Játékvezetők: Bavas, Migas (GRE) |
| 2004. augusztus 28. 21:30 | Pérez 10           | (10–13) | Koksarov 8        | Sports Pavillion, Athén Játékvezetők: Bavas, Migas (GRE) |
| 2004. augusztus 28. 21:30 | 5× 2×              |         | 4× 4×             | Sports Pavillion, Athén Játékvezetők: Bavas, Migas (GRE) |

| Csapat            | Helyezés |
| ----------------- | -------- |
| Oroszország (RUS) |          |

## Kosárlabda

### Női

#### Eredmények
Csoportkör
A csoport
| Csapat            | M | Gy | V | P+  | P–  | Pk   | P  |
| ----------------- | - | -- | - | --- | --- | ---- | -- |
| Ausztrália (AUS)  | 5 | 5  | 0 | 418 | 313 | +105 | 10 |
| Oroszország (RUS) | 5 | 4  | 1 | 389 | 333 | +56  | 9  |
| Brazília (BRA)    | 5 | 3  | 2 | 430 | 361 | +69  | 8  |
| Görögország (GRE) | 5 | 2  | 3 | 353 | 392 | –39  | 7  |
| Japán (JPN)       | 5 | 1  | 4 | 381 | 485 | –104 | 6  |
| Nigéria (NGR)     | 5 | 0  | 5 | 335 | 422 | –87  | 5  |

| 2004. augusztus 14. 20:00 | Görögország (GRE)                       | 62–69     | Oroszország (RUS)                  | Olympic Indoor Hall, Athén Nézőszám: 1488 Játékvezetők: Sean Corbin (USA), Alejandro Chiti (ARG) |
| 2004. augusztus 14. 20:00 | (16–12, 18–19, 9–25, 19–13) Jegyzőkönyv |           |                                    | Olympic Indoor Hall, Athén Nézőszám: 1488 Játékvezetők: Sean Corbin (USA), Alejandro Chiti (ARG) |
| 2004. augusztus 14. 20:00 | Kosztáki 17                             | Pont      | Baranova 16                        | Olympic Indoor Hall, Athén Nézőszám: 1488 Játékvezetők: Sean Corbin (USA), Alejandro Chiti (ARG) |
| 2004. augusztus 14. 20:00 | Szamorúkova, Klingopúlu 7               | Lepattanó | Baranova 12                        | Olympic Indoor Hall, Athén Nézőszám: 1488 Játékvezetők: Sean Corbin (USA), Alejandro Chiti (ARG) |
| 2004. augusztus 14. 20:00 | Kosztáki 5                              | Gólpassz  | Korsztyin, Arhipova, Rahmatulina 2 | Olympic Indoor Hall, Athén Nézőszám: 1488 Játékvezetők: Sean Corbin (USA), Alejandro Chiti (ARG) |

| 2004. augusztus 16. 22:15 | Oroszország (RUS)                       | 56–75     | Ausztrália (AUS)   | Olympic Indoor Hall, Athén Nézőszám: 2430 Játékvezetők: Reynaldo Mercedes Sanchez (DOM), Nancy Ethier (CAN) |
| 2004. augusztus 16. 22:15 | (12–21, 21–15, 15–16, 8–23) Jegyzőkönyv |           |                    | Olympic Indoor Hall, Athén Nézőszám: 2430 Játékvezetők: Reynaldo Mercedes Sanchez (DOM), Nancy Ethier (CAN) |
| 2004. augusztus 16. 22:15 | Korsztyin 12                            | Pont      | Taylor 26          | Olympic Indoor Hall, Athén Nézőszám: 2430 Játékvezetők: Reynaldo Mercedes Sanchez (DOM), Nancy Ethier (CAN) |
| 2004. augusztus 16. 22:15 | Korsztyin 9                             | Lepattanó | Taylor, Jackson 10 | Olympic Indoor Hall, Athén Nézőszám: 2430 Játékvezetők: Reynaldo Mercedes Sanchez (DOM), Nancy Ethier (CAN) |
| 2004. augusztus 16. 22:15 | Oszipova, Rahmatulina 3                 | Gólpassz  | Harrower 4         | Olympic Indoor Hall, Athén Nézőszám: 2430 Játékvezetők: Reynaldo Mercedes Sanchez (DOM), Nancy Ethier (CAN) |

| 2004. augusztus 18. 20:00 | Brazília (BRA)                           | 67–77     | Oroszország (RUS) | Olympic Indoor Hall, Athén Nézőszám: 1350 Játékvezetők: Jose Carrion (PUR), Chantal Julien (FRA) |
| 2004. augusztus 18. 20:00 | (17–21, 11–25, 20–17, 19–14) Jegyzőkönyv |           |                   | Olympic Indoor Hall, Athén Nézőszám: 1350 Játékvezetők: Jose Carrion (PUR), Chantal Julien (FRA) |
| 2004. augusztus 18. 20:00 | Arcain 19                                | Pont      | Arhipova 20       | Olympic Indoor Hall, Athén Nézőszám: 1350 Játékvezetők: Jose Carrion (PUR), Chantal Julien (FRA) |
| 2004. augusztus 18. 20:00 | Oliveira 8                               | Lepattanó | Sztyepanova 9     | Olympic Indoor Hall, Athén Nézőszám: 1350 Játékvezetők: Jose Carrion (PUR), Chantal Julien (FRA) |
| 2004. augusztus 18. 20:00 | Cristina Luz 5                           | Gólpassz  | Arhipova 3        | Olympic Indoor Hall, Athén Nézőszám: 1350 Játékvezetők: Jose Carrion (PUR), Chantal Julien (FRA) |

| 2004. augusztus 20. 9:00 | Oroszország (RUS)                        | 94–71     | Japán (JPN)        | Olympic Indoor Hall, Athén Nézőszám: 185 Játékvezetők: Abdellilah Chlif (MAR), Kim Ja Ok (KOR) |
| 2004. augusztus 20. 9:00 | (29–21, 21–15, 24–15, 20–20) Jegyzőkönyv |           |                    | Olympic Indoor Hall, Athén Nézőszám: 185 Játékvezetők: Abdellilah Chlif (MAR), Kim Ja Ok (KOR) |
| 2004. augusztus 20. 9:00 | Baranova 22                              | Pont      | Hamagucsi 14       | Olympic Indoor Hall, Athén Nézőszám: 185 Játékvezetők: Abdellilah Chlif (MAR), Kim Ja Ok (KOR) |
| 2004. augusztus 20. 9:00 | Sztyepanova 12                           | Lepattanó | Jabuucsi 4         | Olympic Indoor Hall, Athén Nézőszám: 185 Játékvezetők: Abdellilah Chlif (MAR), Kim Ja Ok (KOR) |
| 2004. augusztus 20. 9:00 | Scsogoleva 3                             | Gólpassz  | Ójama, Tacsikava 2 | Olympic Indoor Hall, Athén Nézőszám: 185 Játékvezetők: Abdellilah Chlif (MAR), Kim Ja Ok (KOR) |

| 2004. augusztus 22. 11:15 | Nigéria (NGR)                            | 58–93     | Oroszország (RUS)      | Helliniko Indoor Arena, Athén Nézőszám: 382 Játékvezetők: Dallas Pickering (NZL), Suguro Shoko (JPN) |
| 2004. augusztus 22. 11:15 | (14–23, 17–20, 15–21, 12–29) Jegyzőkönyv |           |                        | Helliniko Indoor Arena, Athén Nézőszám: 382 Játékvezetők: Dallas Pickering (NZL), Suguro Shoko (JPN) |
| 2004. augusztus 22. 11:15 | Udoka 19                                 | Pont      | Rahmatulina 15         | Helliniko Indoor Arena, Athén Nézőszám: 382 Játékvezetők: Dallas Pickering (NZL), Suguro Shoko (JPN) |
| 2004. augusztus 22. 11:15 | Mohamed 8                                | Lepattanó | Baranova 8             | Helliniko Indoor Arena, Athén Nézőszám: 382 Játékvezetők: Dallas Pickering (NZL), Suguro Shoko (JPN) |
| 2004. augusztus 22. 11:15 | Umoh, Akiode 3                           | Gólpassz  | Karpova, Rahmatulina 3 | Helliniko Indoor Arena, Athén Nézőszám: 382 Játékvezetők: Dallas Pickering (NZL), Suguro Shoko (JPN) |

Negyeddöntő
| 2004. augusztus 25. 16:45 | Oroszország (RUS)                       | 70–49     | Csehország (CZE) | Olympic Indoor Hall, Athén Nézőszám: 5200 Játékvezetők: Jorge Vazquez (PUR), Scott Butler (AUS) |
| 2004. augusztus 25. 16:45 | (19–6, 18–14, 19–10, 14–19) Jegyzőkönyv |           |                  | Olympic Indoor Hall, Athén Nézőszám: 5200 Játékvezetők: Jorge Vazquez (PUR), Scott Butler (AUS) |
| 2004. augusztus 25. 16:45 | Korsztyin 16                            | Pont      | Kulichová 9      | Olympic Indoor Hall, Athén Nézőszám: 5200 Játékvezetők: Jorge Vazquez (PUR), Scott Butler (AUS) |
| 2004. augusztus 25. 16:45 | Baranova 8                              | Lepattanó | Veselá 9         | Olympic Indoor Hall, Athén Nézőszám: 5200 Játékvezetők: Jorge Vazquez (PUR), Scott Butler (AUS) |
| 2004. augusztus 25. 16:45 | Arhipova 4                              | Gólpassz  | Hamzová 3        | Olympic Indoor Hall, Athén Nézőszám: 5200 Játékvezetők: Jorge Vazquez (PUR), Scott Butler (AUS) |

Elődöntő
| 2004. augusztus 27. 14:30 | Oroszország (RUS)                        | 62–66     | Egyesült Államok (USA) | Olympic Indoor Hall, Athén Nézőszám: 3740 Játékvezetők: Pablo Estevez (ARG), Christos Christodoulou (GRE) |
| 2004. augusztus 27. 14:30 | (15–16, 18–21, 11–14, 18–15) Jegyzőkönyv |           |                        | Olympic Indoor Hall, Athén Nézőszám: 3740 Játékvezetők: Pablo Estevez (ARG), Christos Christodoulou (GRE) |
| 2004. augusztus 27. 14:30 | Scsogoleva 13                            | Pont      | Thompson 14            | Olympic Indoor Hall, Athén Nézőszám: 3740 Játékvezetők: Pablo Estevez (ARG), Christos Christodoulou (GRE) |
| 2004. augusztus 27. 14:30 | Baranova, Sztyepanova 8                  | Lepattanó | Griffith 7             | Olympic Indoor Hall, Athén Nézőszám: 3740 Játékvezetők: Pablo Estevez (ARG), Christos Christodoulou (GRE) |
| 2004. augusztus 27. 14:30 | Baranova 6                               | Gólpassz  | Leslie 3               | Olympic Indoor Hall, Athén Nézőszám: 3740 Játékvezetők: Pablo Estevez (ARG), Christos Christodoulou (GRE) |

Bronzmérkőzés
| 2004. augusztus 28. 14:30 | Oroszország (RUS)                        | 71–62     | Brazília (BRA) | Olympic Indoor Hall, Athén Nézőszám: 7250 Játékvezetők: Sean Corbin (USA), Nancy Ethier (CAN) |
| 2004. augusztus 28. 14:30 | (18–20, 14–12, 15–14, 24–16) Jegyzőkönyv |           |                | Olympic Indoor Hall, Athén Nézőszám: 7250 Játékvezetők: Sean Corbin (USA), Nancy Ethier (CAN) |
| 2004. augusztus 28. 14:30 | Gusztyilina 12                           | Pont      | Marques 16     | Olympic Indoor Hall, Athén Nézőszám: 7250 Játékvezetők: Sean Corbin (USA), Nancy Ethier (CAN) |
| 2004. augusztus 28. 14:30 | Oszipova 10                              | Lepattanó | Oliveira 9     | Olympic Indoor Hall, Athén Nézőszám: 7250 Játékvezetők: Sean Corbin (USA), Nancy Ethier (CAN) |
| 2004. augusztus 28. 14:30 | Baranova, Arhipova 4                     | Gólpassz  | Marques 6      | Olympic Indoor Hall, Athén Nézőszám: 7250 Játékvezetők: Sean Corbin (USA), Nancy Ethier (CAN) |

| Csapat            | Helyezés |
| ----------------- | -------- |
| Oroszország (RUS) |          |

## Lovaglás
Díjlovaglás
| Versenyző            | Ló      | Versenyszám | 1. kör | 1. kör | 2. kör  | 2. kör  | 3. kör  | 3. kör  | Végeredmény | Végeredmény |
| Versenyző            | Ló      | Versenyszám | Pont   | Hely.  | Pont    | Hely.   | Pont    | Hely.   | Pont        | Helyezés    |
| -------------------- | ------- | ----------- | ------ | ------ | ------- | ------- | ------- | ------- | ----------- | ----------- |
| Alekszandra Korelova | Balagur | Egyéni      | 68,250 | 23.    | 67,085  | 23.     | kiesett | kiesett | kiesett     | kiesett     |
| Jelena Szidnyeva     | Condor  | Egyéni      | 66,583 | 31.*   | kiesett | kiesett | kiesett | kiesett | kiesett     | kiesett     |

Díjugratás
| Versenyző         | Ló             | Versenyszám | Selejtező | Selejtező | Selejtező | Selejtező | Selejtező | Selejtező | Selejtező | Selejtező | Döntő  | Döntő  | Döntő   | Döntő   | Végeredmény | Végeredmény |
| Versenyző         | Ló             | Versenyszám | 1. kör    | 1. kör    | 2. kör    | 2. kör    | 2. kör    | 3. kör    | 3. kör    | 3. kör    | 1. kör | 1. kör | 2. kör  | 2. kör  | Végeredmény | Végeredmény |
| Versenyző         | Ló             | Versenyszám | Bünt.     | Hely.     | Bünt.     | Össz.     | Hely.     | Bünt.     | Össz.     | Hely.     | Bünt.  | Hely.  | Bünt.   | Hely.   | Bünt.       | Helyezés    |
| ----------------- | -------------- | ----------- | --------- | --------- | --------- | --------- | --------- | --------- | --------- | --------- | ------ | ------ | ------- | ------- | ----------- | ----------- |
| Vlagyimir Tuganov | Leroy Brown 17 | Egyéni      | 15        | 66.       | 8         | 23        | 50.       | 9         | 32        | 44.       | 13     | 33.    | kiesett | kiesett | kiesett     | kiesett     |

* - két másik versenyzővel azonos eredményt ért el

## Műugrás
Férfi
| Versenyző                              | Versenyszám          | Selejtező | Selejtező | Elődöntő | Elődöntő | Döntő   | Döntő    |
| Versenyző                              | Versenyszám          | Pont      | Helyezés  | Pont     | Helyezés | Pont    | Helyezés |
| -------------------------------------- | -------------------- | --------- | --------- | -------- | -------- | ------- | -------- |
| Alekszandr Dobroszkok                  | Egyéni műugrás       | 489,75    | 3.        | 717,84   | 3.       | 697,29  | 7.       |
| Dmitrij Szautyin                       | Egyéni műugrás       | 450,06    | 6.        | 706,44   | 4.       | 753,27  |          |
| Dmitrij Dobroszkok                     | Egyéni toronyugrás   | 445,68    | 8.        | 635,55   | 8.       | 622,23  | 11.      |
| Gleb Galperin                          | Egyéni toronyugrás   | 427,68    | 13.       | 607,62   | 13.      | kiesett | kiesett  |
| Alekszandr Dobroszkok Dmitrij Szautyin | Szinkron műugrás     |           |           |          |          | 312,24  | 7.       |
| Dmitrij Dobroszkok Gleb Galperin       | Szinkron toronyugrás |           |           |          |          | 348,60  | 6.       |

Női
| Versenyző                           | Versenyszám          | Selejtező | Selejtező | Elődöntő | Elődöntő | Döntő   | Döntő    |
| Versenyző                           | Versenyszám          | Pont      | Helyezés  | Pont     | Helyezés | Pont    | Helyezés |
| ----------------------------------- | -------------------- | --------- | --------- | -------- | -------- | ------- | -------- |
| Vera Iljina                         | Egyéni műugrás       | 311,97    | 4.        | 537,87   | 7.       | 589,11  | 4.       |
| Julija Pahalina                     | Egyéni műugrás       | 347,04    | 1.        | 584,46   | 1.       | 610,62  |          |
| Julija Koltunova                    | Egyéni toronyugrás   | 257,55    | 27.       | kiesett  | kiesett  | kiesett | kiesett  |
| Szvetlana Tyimosinyina              | Egyéni toronyugrás   | 289,68    | 19.       | kiesett  | kiesett  | kiesett | kiesett  |
| Vera Iljina Julija Pahalina         | Szinkron műugrás     |           |           |          |          | 330,84  |          |
| Natalja Goncsarova Julija Koltunova | Szinkron toronyugrás |           |           |          |          | 340,92  |          |

## Ökölvívás
| Versenyző             | Versenyszám     | Selejtező                       | Nyolcaddöntő                       | Negyeddöntő                        | Elődöntő                               | Döntő                            | Helyezés |
| Versenyző             | Versenyszám     | Ellenfél Eredmény               | Ellenfél Eredmény                  | Ellenfél Eredmény                  | Ellenfél Eredmény                      | Ellenfél Eredmény                | Helyezés |
| --------------------- | --------------- | ------------------------------- | ---------------------------------- | ---------------------------------- | -------------------------------------- | -------------------------------- | -------- |
| Szergej Kazakov       | Papírsúly       | Patricio Calero (ECU) · 20-8    | Raúl Castañeda (MEX) · 41-16       | Joseph Jermia (NAM) · 18-11        | Atagün Yalçınkaya (TUR) · 20-26        | kiesett                          |          |
| Georgij Balaksin      | Légsúly         | Mebárek Szoltáni (ALG) · 26-15  | Mirzsan Rahimzsanov (KAZ) · 29-20  | Yuriorkis Gamboa (CUB) · 18-26     | kiesett                                | kiesett                          | 5.       |
| Gennagyij Kovaljov    | Harmatsúly      |                                 | Málik Búzján (ALG) · 23-20         | Guillermo Rigondeaux (CUB) · 5-20  | kiesett                                | kiesett                          | 5.       |
| Alekszej Tyiscsenko   | Pehelysúly      | Háddzs Belhejr (ALG) · 37-17    | Şahin İmranov (AZE) · RSC          | Galib Zsafarov (KAZ) · 36-26       | Cso Szokhvan (KOR) · 45-25             | Kim Szongguk (PRK) · 39-17       |          |
| Murat Hracsev         | Könnyűsúly      | Csen Tung-csou (CHN) · 40-29    | Anthony Little (AUS) · RSC         | Sam Rukundo (UGA) · 31-18          | Mario Kindelán (CUB) · 10-20           | kiesett                          |          |
| Alekszandr Maletyin   | Kisváltósúly    | Saleh Khoulef (EGY) · RSC       | Willy Blain (FRA) · 20-28          | kiesett                            | kiesett                                | kiesett                          | 9.       |
| Oleg Szaitov          | Váltósúly       | Mílúd Ait Hámmi (MAR) · 30-15   | Mohammed Hikal (EGY) · 18-17       | Sherzod Khusanov (UZB) · 22-14     | Baktijar Artajev (KAZ) · 18-20         | kiesett                          |          |
| Gajdarbek Gajdarbekov | Középsúly       | Christopher Camat (PHI) · 35-13 | Sherzod Abdurahmonov (UZB) · 33-19 | Hassan Njikam (CMR) · 26-13        | Szurija Praszathinphimaj (THA) · 24-18 | Gennagyij Golovkin (KAZ) · 28-18 |          |
| Jevgenyij Makarenko   | Félnehézsúly    |                                 | Yoan Hernández (CUB) · 30-18       | Andre Ward (USA) · 16-23           | kiesett                                | kiesett                          | 5.       |
| Alekszandr Alekszejev | Nehézsúly       |                                 | Odlanier Solís (CUB) · 21-24       | kiesett                            | kiesett                                | kiesett                          | 9.       |
| Alekszandr Povetkin   | Szupernehézsúly |                                 | Szergej Rozsnov (BUL) · RSC        | Muhtarhan Dildabekov (KAZ) · 31-15 | Roberto Cammarelle (ITA) · 31-19       | Mohammed Ali (EGY) · WO          |          |

WO - ellenfél nélkül

RSC - a játékvezető megállította a mérkőzést

## Öttusa
| Versenyző            | Versenyszám | Lövészet | Lövészet | Lövészet | Vívás    | Vívás | Vívás | Úszás   | Úszás | Úszás | Lovaglás | Lovaglás | Lovaglás | Lovaglás | Futás    | Futás | Futás | Összesen    | Összesen |
| Versenyző            | Versenyszám | Pontszám | Pont     | Hely.    | Eredmény | Pont  | Hely. | Idő     | Pont  | Hely. | Idő      | Hibapont | Pont     | Hely.    | Idő      | Pont  | Hely. | Összes pont | Helyezés |
| -------------------- | ----------- | -------- | -------- | -------- | -------- | ----- | ----- | ------- | ----- | ----- | -------- | -------- | -------- | -------- | -------- | ----- | ----- | ----------- | -------- |
| Andrej Moiszejev     | Férfi       | 175      | 1036     | 19.      | 22-9     | 1000  | 1.    | 1:58,88 | 1376  | 1.    | 1:07,79  | 168      | 1032     | 20.      | 9:51,88  | 1036  | 11.   | 5480        |          |
| Rusztam Szarbirhuzin | Férfi       | 185      | 1156     | 3.       | 18-13    | 888   | 6.*** | 2:12,02 | 1216  | 22.*  | 1:10,41  | 292      | 908      | 28.      | 9:39,60  | 1084  | 5.    | 5252        | 10.      |
| Tatyjana Muratova    | Női         | 174      | 1024     | 14.      | 15-16    | 804   | 16.** | 2:20,22 | 1240  | 10.   | 1:55,26  | 380      | 820      | 31.      | 11:22,30 | 992   | 20.   | 4880        | 27.      |
| Oleszja Velicsko     | Női         | 176      | 1048     | 13.      | 14-17    | 776   | 19.** | 2:34,96 | 1064  | 31.   | 1:06,76  | 140      | 1060     | 20.      | 11:03,75 | 1068  | 6.    | 5016        | 17.      |

* - egy másik versenyzővel azonos időt ért el

** - két másik versenyzővel azonos eredményt ért el

*** - négy másik versenyzővel azonos eredményt ért el

## Röplabda

### Férfi
| #    | Név                     | Klub                  | Kor                              | Magasság |
| ---- | ----------------------- | --------------------- | -------------------------------- | -------- |
| 1    | Sztanyiszlav Gyinyejkin | Sisley Volley Treviso | 1973. október 10. (30 évesen)    | 215 cm   |
| 4    | Szergej Baranov         | Lokomotyiv-Belogorje  | 1981. augusztus 10. (23 évesen)  | 208 cm   |
| 5    | Pavel Abramov           | Toray Arrows          | 1979. április 23. (25 évesen)    | 198 cm   |
| 7    | Alekszej Kazakov        | Trentino Volley       | 1976. március 18. (28 évesen)    | 217 cm   |
| 8    | Szergej Tyetyuhin       | Lokomotyiv-Belogorje  | 1975. szeptember 23. (28 évesen) | 197 cm   |
| 9    | Vagyim Hamutckih        | Lokomotyiv-Belogorje  | 1969. november 26. (34 évesen)   | 196 cm   |
| 10   | Alekszandr Koszarev     | Lokomotyiv-Belogorje  | 1977. szeptember 30. (26 évesen) | 203 cm   |
| 11   | Konsztantyin Usakov     | Dinamo Moszkva        | 1970. március 24. (34 évesen)    | 198 cm   |
| 12   | Tarasz Htyej            | Dinamo Moszkva        | 1982. május 22. (22 évesen)      | 205 cm   |
| 14   | Andrej Jegorcsev        | Lokomotyiv-Belogorje  | 1978. február 8. (26 évesen)     | 205 cm   |
| 16   | Alekszej Verbov         | Lokomotyiv-Belogorje  | 1982. január 31. (22 évesen)     | 183 cm   |
| 18   | Alekszej Kulesov        | Lokomotyiv-Belogorje  | 1979. február 24. (25 évesen)    | 206 cm   |
| Edző |                         |                       |                                  |          |
|      | Gennagyij Sipulin       |                       |                                  |          |

- Kor: 2004. augusztus 12-i kora

#### Eredmények
Csoportkör
B csoport
|                        |      | Mérkőzések | Mérkőzések | Szettek | Szettek | Szettek | Pontok | Pontok | Pontok |
| Csapat                 | Pont | Gy         | V          | Sz+     | Sz–     | SzA     | P+     | P–     | PA     |
| ---------------------- | ---- | ---------- | ---------- | ------- | ------- | ------- | ------ | ------ | ------ |
| Brazília (BRA)         | 9    | 4          | 1          | 13      | 7       | 1,857   | 483    | 431    | 1,121  |
| Olaszország (ITA)      | 8    | 3          | 2          | 13      | 7       | 1,857   | 465    | 434    | 1,071  |
| Egyesült Államok (USA) | 8    | 3          | 2          | 11      | 8       | 1,375   | 437    | 423    | 1,033  |
| Oroszország (RUS)      | 8    | 3          | 2          | 11      | 9       | 1,222   | 452    | 430    | 1,051  |
| Hollandia (NED)        | 7    | 2          | 3          | 7       | 11      | 0,636   | 391    | 419    | 0,933  |
| Ausztrália (AUS)       | 5    | 0          | 5          | 2       | 15      | 0,133   | 331    | 422    | 0,784  |

| 2004. augusztus 15. 11:00 | Hollandia (NED)                                 | 3–2 | Oroszország (RUS) | Béke és Barátság stadion, Pireusz Nézőszám: 2060 Játékvezető: Umit Sokullu (TUR), Dejan Jovanovic (SCG) |
| 2004. augusztus 15. 11:00 | (25–23, 19–25, 17–25, 27–25, 18–16) Jegyzőkönyv |     |                   | Béke és Barátság stadion, Pireusz Nézőszám: 2060 Játékvezető: Umit Sokullu (TUR), Dejan Jovanovic (SCG) |

| 2004. augusztus 17. 14:00 | Ausztrália (AUS)                  | 0–3 | Oroszország (RUS) | Béke és Barátság stadion, Pireusz Nézőszám: 2815 Játékvezető: Fernando Nava (MEX), Mahmoud Abdel Magid (EGY) |
| 2004. augusztus 17. 14:00 | (17–25, 24–26, 23–25) Jegyzőkönyv |     |                   | Béke és Barátság stadion, Pireusz Nézőszám: 2815 Játékvezető: Fernando Nava (MEX), Mahmoud Abdel Magid (EGY) |

| 2004. augusztus 19. 21:45 | Oroszország (RUS)                        | 3–1 | Egyesült Államok (USA) | Béke és Barátság stadion, Pireusz Nézőszám: 4930 Játékvezető: Hiroyuki Ito (JPN), Ning Wang (CHN) |
| 2004. augusztus 19. 21:45 | (22–25, 25–20, 25–16, 25–23) Jegyzőkönyv |     |                        | Béke és Barátság stadion, Pireusz Nézőszám: 4930 Játékvezető: Hiroyuki Ito (JPN), Ning Wang (CHN) |

| 2004. augusztus 21. 22:20 | Brazília (BRA)                    | 3–0 | Oroszország (RUS) | Béke és Barátság stadion, Pireusz Nézőszám: 5400 Játékvezető: Hiroyuki Ito (JPN), Kun-Tae Kim (KOR) |
| 2004. augusztus 21. 22:20 | (25–19, 25–13, 25–23) Jegyzőkönyv |     |                   | Béke és Barátság stadion, Pireusz Nézőszám: 5400 Játékvezető: Hiroyuki Ito (JPN), Kun-Tae Kim (KOR) |

| 2004. augusztus 23. 11:15 | Oroszország (RUS)                               | 3–2 | Olaszország (ITA) | Béke és Barátság stadion, Pireusz Nézőszám: 4134 Játékvezető: Frank Leuthaeusser (GER), Patrick Rachard (FRA) |
| 2004. augusztus 23. 11:15 | (25–16, 25–22, 22–25, 23–25, 15–13) Jegyzőkönyv |     |                   | Béke és Barátság stadion, Pireusz Nézőszám: 4134 Játékvezető: Frank Leuthaeusser (GER), Patrick Rachard (FRA) |

Negyeddöntő
| 2004. augusztus 25. 14:00 | Szerbia és Montenegró (SCG)              | 1–3 | Oroszország (RUS) | Béke és Barátság stadion, Pireusz Nézőszám: 8850 Játékvezető: Jarmo Salonen (FIN), Frank Leuthaeusser (GER) |
| 2004. augusztus 25. 14:00 | (27–29, 25–23, 25–27, 26–28) Jegyzőkönyv |     |                   | Béke és Barátság stadion, Pireusz Nézőszám: 8850 Játékvezető: Jarmo Salonen (FIN), Frank Leuthaeusser (GER) |

Elődöntő
| 2004. augusztus 27. 19:30 | Oroszország (RUS)                 | 0–3 | Olaszország (ITA) | Béke és Barátság stadion, Pireusz Nézőszám: 9380 Játékvezető: Hóbor Béla (HUN), Patrick Rachard (FRA) |
| 2004. augusztus 27. 19:30 | (16–25, 17–25, 16–25) Jegyzőkönyv |     |                   | Béke és Barátság stadion, Pireusz Nézőszám: 9380 Játékvezető: Hóbor Béla (HUN), Patrick Rachard (FRA) |

Bronzmérkőzés
| 2004. augusztus 29. 12:30 | Oroszország (RUS)                 | 3–0 | Egyesült Államok (USA) | Béke és Barátság stadion, Pireusz Nézőszám: 7650 Játékvezető: Kun-Tae Kim (KOR), Valdir Dellaqua (BRA) |
| 2004. augusztus 29. 12:30 | (25–22, 27–25, 25–16) Jegyzőkönyv |     |                        | Béke és Barátság stadion, Pireusz Nézőszám: 7650 Játékvezető: Kun-Tae Kim (KOR), Valdir Dellaqua (BRA) |

| Csapat            | Helyezés |
| ----------------- | -------- |
| Oroszország (RUS) |          |

### Női
| #    | Név                   | Klub                 | Kor                           | Magasság |
| ---- | --------------------- | -------------------- | ----------------------------- | -------- |
| 1    | Irina Tyebenyihina    | Uralocska            | 1978. december 5. (25 évesen) | 190 cm   |
| 4    | Jelena Tyurina        | Uralocska            | 1971. április 12. (33 évesen) | 184 cm   |
| 5    | Ljubov Saskova        | Bergamo              | 1977. december 4. (26 évesen) | 192 cm   |
| 7    | Natalja Szafronova    | Uralocska            | 1979. február 6. (25 évesen)  | 188 cm   |
| 8    | Jevgenyija Artamonova | Uralocska            | 1975. július 17. (29 évesen)  | 191 cm   |
| 9    | Jelizaveta Tyiscsenko | Uralocska            | 1975. február 7. (29 évesen)  | 190 cm   |
| 10   | Olga Csukanova        | Uralocska            | 1980. június 9. (24 évesen)   | 180 cm   |
| 11   | Jekatyerina Gamova    | Uralocska            | 1980. október 17. (23 évesen) | 202 cm   |
| 12   | Marina Sesenyina      | Uralocska            | 1985. június 26. (19 évesen)  | 181 cm   |
| 13   | Alekszandra Korukovec | Universitet Belgorod | 1976. október 1. (27 évesen)  | 183 cm   |
| 14   | Jelena Plotnyikova    | Uralocska            | 1978. július 26. (26 évesen)  | 185 cm   |
| 18   | Olga Nyikolajeva      | Leningradka          | 1972. május 14. (32 évesen)   | 190 cm   |
| Edző |                       |                      |                               |          |
|      | Nyikolaj Karpol       |                      |                               |          |

- Kor: 2004. augusztus 12-i kora

#### Eredmények
Csoportkör
B csoport
|                             |      | Mérkőzések | Mérkőzések | Szettek | Szettek | Szettek | Pontok | Pontok | Pontok |
| Csapat                      | Pont | Gy         | V          | Sz+     | Sz–     | SzA     | P+     | P–     | PA     |
| --------------------------- | ---- | ---------- | ---------- | ------- | ------- | ------- | ------ | ------ | ------ |
| Kína (CHN)                  | 9    | 4          | 1          | 14      | 4       | 3,500   | 429    | 346    | 1,240  |
| Oroszország (RUS)           | 8    | 3          | 2          | 11      | 8       | 1,375   | 426    | 388    | 1,098  |
| Kuba (CUB)                  | 8    | 3          | 2          | 11      | 10      | 1,100   | 443    | 460    | 0,963  |
| Egyesült Államok (USA)      | 7    | 2          | 3          | 11      | 10      | 1,100   | 472    | 467    | 1,011  |
| Németország (GER)           | 7    | 2          | 3          | 7       | 11      | 0,636   | 387    | 414    | 0,935  |
| Dominikai Köztársaság (DOM) | 6    | 1          | 4          | 3       | 14      | 0,214   | 334    | 416    | 0,803  |

| 2004. augusztus 14. 11:35 | Dominikai Köztársaság (DOM)       | 3–0 | Oroszország (RUS) | Béke és Barátság stadion, Pireusz Nézőszám: 1100 Játékvezető: Juan Angel Pereyra (ARG), Mahmoud Abdel Magid (EGY) |
| 2004. augusztus 14. 11:35 | (17–25, 13–25, 16–25) Jegyzőkönyv |     |                   | Béke és Barátság stadion, Pireusz Nézőszám: 1100 Játékvezető: Juan Angel Pereyra (ARG), Mahmoud Abdel Magid (EGY) |

| 2004. augusztus 16. 22:05 | Oroszország (RUS)                               | 2–3 | Kuba (CUB) | Béke és Barátság stadion, Pireusz Nézőszám: 2900 Játékvezető: Kun-Tae Kim (KOR), Valdir Dellaqua (BRA) |
| 2004. augusztus 16. 22:05 | (24–26, 25–19, 27–25, 19–25, 13–15) Jegyzőkönyv |     |            | Béke és Barátság stadion, Pireusz Nézőszám: 2900 Játékvezető: Kun-Tae Kim (KOR), Valdir Dellaqua (BRA) |

| 2004. augusztus 18. 19:30 | Németország (GER)                 | 3–0 | Oroszország (RUS) | Béke és Barátság stadion, Pireusz Nézőszám: 5300 Játékvezető: Hóbor Béla (HUN), Georgios Karampetsos (GRE) |
| 2004. augusztus 18. 19:30 | (29–31, 11–25, 18–25) Jegyzőkönyv |     |                   | Béke és Barátság stadion, Pireusz Nézőszám: 5300 Játékvezető: Hóbor Béla (HUN), Georgios Karampetsos (GRE) |

| 2004. augusztus 20. 21:30 | Egyesült Államok (USA)                          | 2–3 | Oroszország (RUS) | Béke és Barátság stadion, Pireusz Nézőszám: 4473 Játékvezető: Kun-Tae Kim (KOR), Hiroyuki Ito (JPN) |
| 2004. augusztus 20. 21:30 | (25–20, 17–25, 25–20, 18–25, 11–15) Jegyzőkönyv |     |                   | Béke és Barátság stadion, Pireusz Nézőszám: 4473 Játékvezető: Kun-Tae Kim (KOR), Hiroyuki Ito (JPN) |

| 2004. augusztus 22. 14:00 | Oroszország (RUS)                 | 0–3 | Kína (CHN) | Béke és Barátság stadion, Pireusz Nézőszám: 6320 Játékvezető: Juan Angel Pereyra (ARG), Patricia Salvatore (USA) |
| 2004. augusztus 22. 14:00 | (15–25, 16–25, 26–28) Jegyzőkönyv |     |            | Béke és Barátság stadion, Pireusz Nézőszám: 6320 Játékvezető: Juan Angel Pereyra (ARG), Patricia Salvatore (USA) |

Negyeddöntő
| 2004. augusztus 24. 16:00 | Dél-Korea (KOR)                   | 0–3 | Oroszország (RUS) | Béke és Barátság stadion, Pireusz Nézőszám: 2780 Játékvezető: Fernando Nava (MEX), Francisco Medina Guzman (CUB) |
| 2004. augusztus 24. 16:00 | (17–25, 15–25, 22–25) Jegyzőkönyv |     |                   | Béke és Barátság stadion, Pireusz Nézőszám: 2780 Játékvezető: Fernando Nava (MEX), Francisco Medina Guzman (CUB) |

Elődöntő
| 2004. augusztus 26. 19:30 | Brazília (BRA)                                  | 2–3 | Oroszország (RUS) | Béke és Barátság stadion, Pireusz Nézőszám: 8150 Játékvezető: Kun-Tae Kim (KOR), Hiroyuki Ito (JPN) |
| 2004. augusztus 26. 19:30 | (25–18, 25–21, 22–25, 26–28, 14–16) Jegyzőkönyv |     |                   | Béke és Barátság stadion, Pireusz Nézőszám: 8150 Játékvezető: Kun-Tae Kim (KOR), Hiroyuki Ito (JPN) |

Döntő
| 2004. augusztus 28. 20:10 | Oroszország (RUS)                               | 2–3 | Kína (CHN) | Béke és Barátság stadion, Pireusz Nézőszám: 4242 Játékvezető: Juan Angel Pereyra (ARG), Patricia Salvatore (USA) |
| 2004. augusztus 28. 20:10 | (30–28, 27–25, 20–25, 23–25, 12–15) Jegyzőkönyv |     |            | Béke és Barátság stadion, Pireusz Nézőszám: 4242 Játékvezető: Juan Angel Pereyra (ARG), Patricia Salvatore (USA) |

| Csapat            | Helyezés |
| ----------------- | -------- |
| Oroszország (RUS) |          |

## Sportlövészet
Férfi
| Versenyző                 | Versenyszám           | Selejtező | Selejtező  | Döntő   | Döntő    |
| Versenyző                 | Versenyszám           | Pont      | Helyezés   | Pont    | Helyezés |
| ------------------------- | --------------------- | --------- | ---------- | ------- | -------- |
| Vlagyimir Iszakov         | Légpisztoly           | 584       | 3.         | 684,3   |          |
| Mihail Nyesztrujev        | Légpisztoly           | 591       | 1.         | 689,8   |          |
| Mihail Nyesztrujev        | Szabadpisztoly        | 565       | 2.         | 663,3   |          |
| Borisz Kokorev            | Szabadpisztoly        | 560       | 8.         | 654,6   | 5.       |
| Szergej Alifirenko        | Gyorstüzelő pisztoly  | 592       | 1.**       | 692,3   |          |
| Szergej Poljakov          | Gyorstüzelő pisztoly  | 592       | 1.**       | 692,7   |          |
| Konsztantyin Prihodcsenko | Légpuska              | 589       | 29.***     | kiesett | kiesett  |
| Artyom Hadzsibekov        | Légpuska              | 590       | 24.****    | kiesett | kiesett  |
| Artyom Hadzsibekov        | Sportpuska, fekvő     | 594       | 9.******   | kiesett | kiesett  |
| Artyom Hadzsibekov        | Sportpuska, összetett | 1164      | 8.         | 1261,6  | 5.       |
| Szergej Kovalenko         | Sportpuska, összetett | 1162      | 9.**       | kiesett | kiesett  |
| Szergej Kovalenko         | Sportpuska, fekvő     | 592       | 16.******* | kiesett | kiesett  |
| Alekszandr Blinov         | Futócéllövészet       | 578       | 4.**       | 678,0   |          |
| Dimitrij Likin            | Futócéllövészet       | 584       | 2.         | 677,1   |          |
| Alekszej Alipov           | Trap                  | 124       | 1.         | 149     |          |
| Makszim Koszarjev         | Trap                  | 113       | 25.*       | kiesett | kiesett  |
| Vitalij Fokejev           | Dupla trap            | 134       | 10.        | kiesett | kiesett  |
| Vaszilij Moszin           | Dupla trap            | 126       | 19.*       | kiesett | kiesett  |
| Szergej Akszjutyin        | Skeet                 | 120       | 15.*****   | kiesett | kiesett  |
| Valerij Somin             | Skeet                 | 120       | 15.*****   | kiesett | kiesett  |

Női
| Versenyző          | Versenyszám           | Selejtező | Selejtező | Döntő   | Döntő    |
| Versenyző          | Versenyszám           | Pont      | Helyezés  | Pont    | Helyezés |
| ------------------ | --------------------- | --------- | --------- | ------- | -------- |
| Olga Kuznyecova    | Légpisztoly           | 383       | 9.        | kiesett | kiesett  |
| Natalja Pagyerina  | Légpisztoly           | 386       | 2.**      | 481,9   | 5.       |
| Natalja Pagyerina  | Sportpisztoly         | 572       | 23.*      | kiesett | kiesett  |
| Galina Beljajeva   | Sportpisztoly         | 566       | 31.       | kiesett | kiesett  |
| Ljubov Galkina     | Légpuska              | 399       | 1.        | 501.5   |          |
| Ljubov Galkina     | Sportpuska, összetett | 587       | 2.        | 688,4   |          |
| Tatyjana Goldobina | Sportpuska, összetett | 578       | 9.**      | kiesett | kiesett  |
| Tatyjana Goldobina | Légpuska              | 397       | 5.        | 499,5   | 5.       |
| Irina Laricseva    | Trap                  | 56        | 13.       | kiesett | kiesett  |
| Jelena Dudnyik     | Dupla trap            | 105       | 9.*       | kiesett | kiesett  |
| Szvetlana Gyomina  | Skeet                 | 67        | 9.**      | kiesett | kiesett  |

* - egy másik versenyzővel azonos eredményt ért el

** - két másik versenyzővel azonos eredményt ért el

*** - három másik versenyzővel azonos eredményt ért el

**** - négy másik versenyzővel azonos eredményt ért el

***** - öt másik versenyzővel azonos eredményt ért el

****** - hat másik versenyzővel azonos eredményt ért el

******* - hét másik versenyzővel azonos eredményt ért el

## Súlyemelés
Férfi
| Versenyző           | Versenyszám | Szakítás                 | Szakítás                 | Lökés    | Lökés    | Összesen | Helyezés |
| Versenyző           | Versenyszám | Eredmény                 | Helyezés                 | Eredmény | Helyezés | Összesen | Helyezés |
| ------------------- | ----------- | ------------------------ | ------------------------ | -------- | -------- | -------- | -------- |
| Oleg Perepecsonov   | 77 kg       | 170,0                    |                          | 195,0    |          | 365,0    | kizárva  |
| Zaur Tahusev        | 85 kg       | érvényes kísérlet nélkül | érvényes kísérlet nélkül | kiesett  | kiesett  | kiesett  | kiesett  |
| Hadzsimurat Akkajev | 94 kg       | 185,0                    | 2.                       | 220,0    | 1.***    | 405,0    |          |
| Eduard Tyukin       | 94 kg       | 182,5                    | 3.                       | 215,0    | 5.*      | 397,5    |          |
| Dmitrij Beresztov   | 105 kg      | 195,0                    | 1.                       | 230,0    | 1.*      | 425,0    |          |
| Gleb Piszarevszkij  | 105 kg      | 190,0                    | 4.**                     | 225,0    | 3.       | 415,0    |          |

Női
| Versenyző           | Versenyszám | Szakítás | Szakítás | Lökés    | Lökés    | Összesen | Helyezés |
| Versenyző           | Versenyszám | Eredmény | Helyezés | Eredmény | Helyezés | Összesen | Helyezés |
| ------------------- | ----------- | -------- | -------- | -------- | -------- | -------- | -------- |
| Zarema Kaszajeva    | 69 kg       | 117,5    | 2.*      | 145,0    | 2.*      | 262,5    |          |
| Valentyina Popova   | 75 kg       | 120,0    | 3.*      | 145,0    | 3.       | 265,0    |          |
| Natalja Zabolotnaja | 75 kg       | 125,0    | 1.       | 147,5    | 2.       | 272,5    |          |

* - egy másik versenyzővel azonos eredményt ért el

** - két másik versenyzővel azonos eredményt ért el

*** - három másik versenyzővel azonos eredményt ért el

## Szinkronúszás
| Versenyző | Versenyszám | Technikai gyakorlat | Technikai gyakorlat | Selejtező        | Selejtező        | Selejtező  | Selejtező  | Döntő            | Döntő            | Döntő      | Döntő      | Helyezés |
| Versenyző | Versenyszám | Technikai gyakorlat | Technikai gyakorlat | Szabad gyakorlat | Szabad gyakorlat | Összesítés | Összesítés | Szabad gyakorlat | Szabad gyakorlat | Összesítés | Összesítés | Helyezés |
| Versenyző | Versenyszám | Pont                | Hely.               | Pont             | Hely.            | Pont       | Hely.      | Pont             | Hely.            | Pont       | Hely.      | Helyezés |
| --- | ----------- | ------------------- | ------------------- | ---------------- | ---------------- | ---------- | ---------- | ---------------- | ---------------- | ---------- | ---------- | -------- |
| Anasztaszija Davidova Anasztaszija Jermakova | Páros       | 49,417              | 1.                  | 49,584           | 1.               | 99,001     | 1.         | 49,917           | 1.               | 99,334     | 1.         |          |
| Jelena Azarova Olga Brusznyikina Anasztaszija Davidova Marija Gromova Anasztaszija Jermakova Elvira Haszjanova Marija Kiszeljova Olga Novokscsenova Anna Sorina | Csapat      | 49,667              | 1.                  |                  |                  |            |            | 49,834           | 1.               | 99,501     | 1.         |          |

## Taekwondo
Férfi
| Versenyző          | Versenyszám | Nyolcaddöntő                   | Negyeddöntő       | Elődöntő          | Vigaszág első kör | Vigaszág elődöntő | Bronz- mérkőzés   | Döntő             | Helyezés |
| Versenyző          | Versenyszám | Ellenfél Eredmény              | Ellenfél Eredmény | Ellenfél Eredmény | Ellenfél Eredmény | Ellenfél Eredmény | Ellenfél Eredmény | Ellenfél Eredmény | Helyezés |
| ------------------ | ----------- | ------------------------------ | ----------------- | ----------------- | ----------------- | ----------------- | ----------------- | ----------------- | -------- |
| Szejfula Magomedov | Légsúly     | Nguyễn Quốc Huân (VIE) · 10-12 | kiesett           | kiesett           |                   |                   |                   |                   | 11.      |

Női
| Versenyző           | Versenyszám | Nyolcaddöntő              | Negyeddöntő       | Elődöntő          | Vigaszág első kör           | Vigaszág elődöntő | Bronz- mérkőzés   | Döntő             | Helyezés |
| Versenyző           | Versenyszám | Ellenfél Eredmény         | Ellenfél Eredmény | Ellenfél Eredmény | Ellenfél Eredmény           | Ellenfél Eredmény | Ellenfél Eredmény | Ellenfél Eredmény | Helyezés |
| ------------------- | ----------- | ------------------------- | ----------------- | ----------------- | --------------------------- | ----------------- | ----------------- | ----------------- | -------- |
| Margarita Mkrticsan | Pehelysúly  | Nia Abdallah (USA) · 9-16 |                   |                   | Cristiana Corsi (ITA) · 2-5 | kiesett           | kiesett           |                   | 7.       |

## Tenisz
Férfi
| Versenyző                         | Versenyszám | 64-es főtábla                          | 32-es főtábla                                                   | Nyolcaddöntő                                         | Negyeddöntő                 | Elődöntő          | Bronz- mérkőzés   | Döntő             | Helyezés |
| Versenyző                         | Versenyszám | Ellenfél Eredmény                      | Ellenfél Eredmény                                               | Ellenfél Eredmény                                    | Ellenfél Eredmény           | Ellenfél Eredmény | Ellenfél Eredmény | Ellenfél Eredmény | Helyezés |
| --------------------------------- | ----------- | -------------------------------------- | --------------------------------------------------------------- | ---------------------------------------------------- | --------------------------- | ----------------- | ----------------- | ----------------- | -------- |
| Igor Andrejev                     | Egyes       | Rainer Schüttler (GER) · 6-7, 7-6, 6-2 | Agustín Calleri (ARG) · WO                                      | Nicolás Massú (CHI) · 3-6, 7-6, 4-6                  | kiesett                     | kiesett           | kiesett           | kiesett           | 9.       |
| Nyikolaj Davigyenko               | Egyes       | Roger Federer (SUI) · 3-6, 7-5, 1-6    | kiesett                                                         | kiesett                                              | kiesett                     | kiesett           | kiesett           | kiesett           | 33.      |
| Mihail Juzsnij                    | Egyes       | Xavier Malisse (BEL) · 6-2, 6-2        | Jiří Novák (CZE) · 6-4, 6-3                                     | Nicolas Kiefer (GER) · 6-3, 2-6, 6-2                 | Mardy Fish (USA) · 3-6, 4-6 | kiesett           | kiesett           | kiesett           | 5.       |
| Marat Szafin                      | Egyes       | Karol Kučera (SVK) · 6-0, 6-4          | Feliciano López (ESP) · 6-7, 3-6                                | kiesett                                              | kiesett                     | kiesett           | kiesett           | kiesett           | 17.      |
| Igor Andrejev Nyikolaj Davigyenko | Páros       |                                        | Argentína (ARG) · Juan Chela · Mariano Zabaleta · 3-6, 6-3, 6-4 | Izrael (ISR) · Jonathan Erlich · Andi Rám · 4-6, 1-6 | kiesett                     | kiesett           | kiesett           | kiesett           | 9.       |
| Mihail Juzsnij Marat Szafin       | Páros       |                                        | Egyesült Államok (USA) · Bob Bryan · Mike Bryan · 1-6, 2-6      | kiesett                                              | kiesett                     | kiesett           | kiesett           | kiesett           | 17.      |

Női
| Versenyző                                 | Versenyszám | 64-es főtábla                      | 32-es főtábla                                                        | Nyolcaddöntő                                                           | Negyeddöntő                           | Elődöntő                            | Bronz- mérkőzés               | Döntő             | Helyezés |
| Versenyző                                 | Versenyszám | Ellenfél Eredmény                  | Ellenfél Eredmény                                                    | Ellenfél Eredmény                                                      | Ellenfél Eredmény                     | Ellenfél Eredmény                   | Ellenfél Eredmény             | Ellenfél Eredmény | Helyezés |
| ----------------------------------------- | ----------- | ---------------------------------- | -------------------------------------------------------------------- | ---------------------------------------------------------------------- | ------------------------------------- | ----------------------------------- | ----------------------------- | ----------------- | -------- |
| Jelena Gyementyjeva                       | Egyes       | Alicia Molik (AUS) · 6-4, 0-6, 3-6 | kiesett                                                              | kiesett                                                                | kiesett                               | kiesett                             | kiesett                       | kiesett           | 33.      |
| Anasztaszija Miszkina                     | Egyes       | Magüi Serna (ESP) · 6-0, 6-1       | Kristina Brandi (PUR) · 6-2, 3-6, 6-4                                | Eléni Danjilídu (GRE) · 7-5, 6-4                                       | Francesca Schiavone (ITA) · 6-1, 6-2  | Justine Henin (BEL) · 5-7, 7-5, 6-8 | Alicia Molik (AUS) · 3-6, 4-6 |                   | 4.       |
| Szvetlana Kuznyecova                      | Egyes       | Mariana Díaz (ARG) · 6-3, 6-3      | Morigami Akiko (JPN) · 7-6, 6-2                                      | Patty Schnyder (SUI) · 6-3, 6-3                                        | Amélie Mauresmo (FRA) · 6-7, 6-4, 2-6 | kiesett                             | kiesett                       | kiesett           | 5.       |
| Nagyezsda Petrova                         | Egyes       | Martina Suchá (SVK) · 6-3, 6-3     | Mary Pierce (FRA) · 2-6, 1-6                                         | kiesett                                                                | kiesett                               | kiesett                             | kiesett                       | kiesett           | 17.      |
| Szvetlana Kuznyecova Jelena Lihovceva     | Páros       |                                    | Csehország (CZE) · Libuše Prusová · Barbora Strýcová · 6-2, 3-6, 6-1 | Franciaország (FRA) · Nathalie Dechy · Sandrine Testud · 6-2, 6-7, 3-6 | kiesett                               | kiesett                             | kiesett                       | kiesett           | 9.       |
| Jelena Gyementyjeva Anasztaszija Miszkina | Páros       |                                    | Japán (JPN) · Aszagoe Sinobu · Szugijama Ai · 7-5, 5-7, 3-6          | kiesett                                                                | kiesett                               | kiesett                             | kiesett                       | kiesett           | 17.      |

WO - ellenfél nélkül

## Tollaslabda
| Versenyző                      | Versenyszám  | 32-es főtábla                                                        | Nyolcaddöntő      | Negyeddöntő       | Elődöntő          | Bronz- mérkőzés   | Döntő             | Helyezés |
| Versenyző                      | Versenyszám  | Ellenfél Eredmény                                                    | Ellenfél Eredmény | Ellenfél Eredmény | Ellenfél Eredmény | Ellenfél Eredmény | Ellenfél Eredmény | Helyezés |
| ------------------------------ | ------------ | -------------------------------------------------------------------- | ----------------- | ----------------- | ----------------- | ----------------- | ----------------- | -------- |
| Nyikolaj Zujev Marina Jakuseva | Vegyes páros | Indonézia (INA) · Anggun Nugroho · Eny Widiowati · 15-12, 7-15, 5-15 | kiesett           | kiesett           | kiesett           | kiesett           | kiesett           | 17.      |

## Torna
Férfi
| Versenyző | Versenyszám      | Selejtező | Selejtező | Döntő    | Döntő    |
| Versenyző | Versenyszám      | Pontszám  | Helyezés  | Pontszám | Helyezés |
| --- | ---------------- | --------- | --------- | -------- | -------- |
| Alekszej Bondarenko                                                                                                | Talaj            | 9,662     | 16.       | kiesett  | kiesett  |
| Alekszej Bondarenko                                                                                                | Ugrás            | 9,750     | 2.        | 4,550    | 8.       |
| Alekszej Bondarenko                                                                                                | Korlát           | 9,537     | 36.       | kiesett  | kiesett  |
| Alekszej Bondarenko                                                                                                | Nyújtó           | 9,600     | 31.       | kiesett  | kiesett  |
| Alekszej Bondarenko                                                                                                | Gyűrű            | 9,662     | 22.       | kiesett  | kiesett  |
| Alekszej Bondarenko                                                                                                | Lólengés         | 8,650     | 72.       | kiesett  | kiesett  |
| Alekszej Bondarenko                                                                                                | Egyéni összetett | 56,936    | 9.        | 56,800   | 13.      |
| Makszim Gyevjatovszkij                                                                                             | Talaj            | 8,950     | 66.       | kiesett  | kiesett  |
| Makszim Gyevjatovszkij                                                                                             | Ugrás            | 8,975     |           | kiesett  | kiesett  |
| Makszim Gyevjatovszkij                                                                                             | Korlát           | 9,462     | 41.       | kiesett  | kiesett  |
| Makszim Gyevjatovszkij                                                                                             | Nyújtó           | 9,312     | 52.       | kiesett  | kiesett  |
| Makszim Gyevjatovszkij                                                                                             | Gyűrű            | 9,675     | 20.       | kiesett  | kiesett  |
| Makszim Gyevjatovszkij                                                                                             | Lólengés         | 9,237     | 47.       | kiesett  | kiesett  |
| Makszim Gyevjatovszkij                                                                                             | Egyéni összetett | 55,611    | 26.       | kiesett  | kiesett  |
| Anton Golocuckov                                                                                                   | Talaj            | 9,462     | 34.       | kiesett  | kiesett  |
| Anton Golocuckov                                                                                                   | Ugrás            | 9,424     | 12.       | kiesett  | kiesett  |
| Anton Golocuckov                                                                                                   | Korlát           | 7,737     | 80.       | kiesett  | kiesett  |
| Anton Golocuckov                                                                                                   | Gyűrű            | 9,625     | 30.       | kiesett  | kiesett  |
| Anton Golocuckov                                                                                                   | Lólengés         | 9,487     | 30.       | kiesett  | kiesett  |
| Anton Golocuckov                                                                                                   | Egyéni összetett | 46,073    | 61.       | kiesett  | kiesett  |
| Georgij Grebenkov                                                                                                  | Talaj            | 9,562     | 26.       | kiesett  | kiesett  |
| Georgij Grebenkov                                                                                                  | Ugrás            | 9,400     |           | kiesett  | kiesett  |
| Georgij Grebenkov                                                                                                  | Korlát           | 9,687     | 15.       | kiesett  | kiesett  |
| Georgij Grebenkov                                                                                                  | Nyújtó           | 9,487     | 43.       | kiesett  | kiesett  |
| Georgij Grebenkov                                                                                                  | Gyűrű            | 9,712     | 12.       | kiesett  | kiesett  |
| Georgij Grebenkov                                                                                                  | Lólengés         | 8,300     | 79.       | kiesett  | kiesett  |
| Georgij Grebenkov                                                                                                  | Egyéni összetett | 56,148    | 20.       | 56,823   | 12.      |
| Alekszej Nyemov | Korlát           | 9,700     | 13.       | kiesett  | kiesett  |
| Alekszej Nyemov | Nyújtó           | 9,737     | 7.        | 9,762    | 5.       |
| Alekszej Nyemov | Lólengés         | 9,450     | 35.       | kiesett  | kiesett  |
| Alekszej Nyemov | Egyéni összetett | 28,887    | 82.       | kiesett  | kiesett  |
| Alekszandr Szafoskin                                                                                               | Ugrás            | 9,212     |           | kiesett  | kiesett  |
| Alekszandr Szafoskin                                                                                               | Gyűrű            | 9,750     | 7.        | 9,750    | 7.       |
| Alekszandr Szafoskin                                                                                               | Egyéni összetett | 18,962    | 95.       | kiesett  | kiesett  |
| Alekszej Bondarenko Makszim Gyevjatovszkij Anton Golocuckov Georgij Grebenkov Alekszej Nyemov Alekszandr Szafoskin | Csapat összetett | 227,980   | 6.        | 169,808  | 6.       |

Női
| Versenyző                                                                                                 | Versenyszám      | Selejtező | Selejtező | Döntő    | Döntő    |
| Versenyző                                                                                                 | Versenyszám      | Pontszám  | Helyezés  | Pontszám | Helyezés |
| --- | ---------------- | --------- | --------- | -------- | -------- |
| Ljudmila Jezsova                                                                                          | Felemás korlát   | 9,475     | 24.       | kiesett  | kiesett  |
| Ljudmila Jezsova                                                                                          | Gerenda          | 9,462     | 15.       | kiesett  | kiesett  |
| Ljudmila Jezsova                                                                                          | Egyéni összetett | 18,937    | 85.       | kiesett  | kiesett  |
| Szvetlana Horkina                                                                                         | Talaj            | 9,437     | 15.       | kiesett  | kiesett  |
| Szvetlana Horkina                                                                                         | Ugrás            | 9,106     | 20.       | kiesett  | kiesett  |
| Szvetlana Horkina                                                                                         | Felemás korlát   | 9,750     | 1.        | 8,925    | 8.       |
| Szvetlana Horkina                                                                                         | Gerenda          | 9,137     | 27.       | kiesett  | kiesett  |
| Szvetlana Horkina                                                                                         | Egyéni összetett | 37,836    | 5.        | 38,211   |          |
| Marija Krjucskova                                                                                         | Talaj            | 7,975     | 79.       | kiesett  | kiesett  |
| Marija Krjucskova                                                                                         | Ugrás            | 9,200     |           | kiesett  | kiesett  |
| Marija Krjucskova                                                                                         | Egyéni összetett | 17,175    | 92.       | kiesett  | kiesett  |
| Anna Pavlova                                                                                              | Talaj            | 9,400     | 20.       | kiesett  | kiesett  |
| Anna Pavlova                                                                                              | Ugrás            | 9,424     | 5.        | 9,475    |          |
| Anna Pavlova                                                                                              | Felemás korlát   | 9,237     | 46.       | kiesett  | kiesett  |
| Anna Pavlova                                                                                              | Gerenda          | 9,637     | 4.        | 9,587    | 4.       |
| Anna Pavlova                                                                                              | Egyéni összetett | 37,711    | 7.        | 38,024   | 4.       |
| Jelena Zamolodcsikova                                                                                     | Talaj            | 9,200     | 35.       | kiesett  | kiesett  |
| Jelena Zamolodcsikova                                                                                     | Ugrás            | 9,456     | 4.        | 9,412    | 4.       |
| Jelena Zamolodcsikova                                                                                     | Felemás korlát   | 9,150     | 51.       | kiesett  | kiesett  |
| Jelena Zamolodcsikova                                                                                     | Gerenda          | 9,062     | 31.       | kiesett  | kiesett  |
| Jelena Zamolodcsikova                                                                                     | Egyéni összetett | 36,874    | 20.       | kiesett  | kiesett  |
| Natalja Zigansina                                                                                         | Talaj            | 8,687     | 61.       | kiesett  | kiesett  |
| Natalja Zigansina                                                                                         | Ugrás            | 9,337     | 10.       | kiesett  | kiesett  |
| Natalja Zigansina                                                                                         | Felemás korlát   | 9,087     | 55.       | kiesett  | kiesett  |
| Natalja Zigansina                                                                                         | Gerenda          | 8,962     | 40.       | kiesett  | kiesett  |
| Natalja Zigansina                                                                                         | Egyéni összetett | 36,111    | 35.       | kiesett  | kiesett  |
| Ljudmila Jezsova Szvetlana Horkina Marija Krjucskova Anna Pavlova Jelena Zamolodcsikova Natalja Zigansina | Csapat összetett | 149,420   | 4.        | 113,235  |          |

### Ritmikus gimnasztika
| Versenyző       | Versenyszám | Selejtező | Selejtező | Selejtező | Selejtező | Selejtező | Selejtező | Selejtező | Selejtező | Selejtező | Selejtező | Döntő  | Döntő  | Döntő  | Döntő | Döntő    | Döntő    | Döntő  | Döntő  | Döntő    | Döntő    | Helyezés |
| Versenyző       | Versenyszám | Karika    | Karika    | Labda     | Labda     | Buzogány  | Buzogány  | Szalag    | Szalag    | Összesen  | Összesen  | Karika | Karika | Labda  | Labda | Buzogány | Buzogány | Szalag | Szalag | Összesen | Összesen | Helyezés |
| Versenyző       | Versenyszám | Pont      | Hely.     | Pont      | Hely.     | Pont      | Hely.     | Pont      | Hely.     | Pont      | Hely.     | Pont   | Hely.  | Pont   | Hely. | Pont     | Hely.    | Pont   | Hely.  | Pont     | Hely.    | Helyezés |
| --------------- | ----------- | --------- | --------- | --------- | --------- | --------- | --------- | --------- | --------- | --------- | --------- | ------ | ------ | ------ | ----- | -------- | -------- | ------ | ------ | -------- | -------- | -------- |
| Irina Csascsina | Egyéni      | 26,450    | 1.        | 26,700    | 3.        | 25,800    | 4.        | 26,725    | 1.        | 105,675   | 1.        | 27,100 | 1.     | 27,100 | 2.    | 26,825   | 3.       | 26,300 | 3.     | 107,325  | 2.       |          |
| Alina Kabajeva  | Egyéni      | 26,050    | 2.        | 27,250    | 1.        | 26,475    | 2.        | 26,100    | 2.        | 105,875   | 1.        | 26,800 | 2.     | 27,350 | 1.    | 27,150   | 1.       | 27,100 | 1.     | 108,400  | 1.       |          |

| Versenyző                                                                                        | Versenyszám | Selejtező | Selejtező | Selejtező           | Selejtező           | Selejtező | Selejtező | Döntő   | Döntő   | Döntő               | Döntő               | Döntő    | Döntő    | Helyezés |
| Versenyző                                                                                        | Versenyszám | 5 kötél   | 5 kötél   | 3 karika és 2 labda | 3 karika és 2 labda | Összesen  | Összesen  | 5 kötél | 5 kötél | 3 karika és 2 labda | 3 karika és 2 labda | Összesen | Összesen | Helyezés |
| Versenyző                                                                                        | Versenyszám | Pont      | Hely.     | Pont                | Hely.               | Pont      | Hely.     | Pont    | Hely.   | Pont                | Hely.               | Pont     | Hely.    | Helyezés |
| ------------------------------------------------------------------------------------------------ | ----------- | --------- | --------- | ------------------- | ------------------- | --------- | --------- | ------- | ------- | ------------------- | ------------------- | -------- | -------- | -------- |
| Oleszja Belugina Olga Glackih Tatyjana Kurbakova Natalja Lavrova Jelena Murzina Jelena Poszevina | Csapat      | 24,700    | 1.        | 25,175              | 2.                  | 49,875    | 1.        | 25,300  | 1.      | 25,800              | 1.                  | 51,100   | 1.       |          |

### Trambulin
| Versenyző              | Versenyszám | Selejtező | Selejtező | Döntő    | Döntő    |
| Versenyző              | Versenyszám | Pontszám  | Helyezés  | Pontszám | Helyezés |
| ---------------------- | ----------- | --------- | --------- | -------- | -------- |
| Alekszandr Moszkalenko | Férfi       | 68,9      | 4.        | 41,2     |          |
| Alekszandr Ruszakov    | Férfi       | 69,0      | 3.        | 40,2     | 5.       |
| Natalja Csernova       | Női         | 66,8      | 1.        | 38,6     | 4.       |
| Irina Karavajeva       | Női         | 39,9      | 15.       | kiesett  | kiesett  |

## Triatlon
| Versenyző         | Versenyszám | 1,5 km úszás | 1,5 km úszás | 40 km kerékpározás | 40 km kerékpározás | 10 km futás      | 10 km futás      | Összesítés    | Összesítés    |
| Versenyző         | Versenyszám | Idő          | Hely.        | Idő                | Hely.              | Idő              | Hely.            | Idő           | Helyezés      |
| ----------------- | ----------- | ------------ | ------------ | ------------------ | ------------------ | ---------------- | ---------------- | ------------- | ------------- |
| Igor Sziszojev    | Férfi       | 18:00        | 3.           | 1:02:34            | 24.                | 32:34            | 11.              | 1:53:51,37    | 15.           |
| Olga Generalova   | Női         | 19:48        | 29.          | 1:10:21            | 16.*               | 40:53            | 38.              | 2:11:48,06    | 31.           |
| Nyina Anyiszimova | Női         | 19:41        | 21.          | 1:16:20            | 39.                | nem teljesítette | nem teljesítette | nem ért célba | nem ért célba |

* - két másik versenyzővel azonos időt ért el

## Úszás
Férfi
| Versenyző                                                                                                | Versenyszám            | Előfutam | Előfutam | Előfutam | Elődöntő | Elődöntő | Elődöntő | Döntő    | Döntő    |
| Versenyző                                                                                                | Versenyszám            | Idő      | Hely.    | Össz.    | Idő      | Hely.    | Össz.    | Idő      | Helyezés |
| --- | ---------------------- | -------- | -------- | -------- | -------- | -------- | -------- | -------- | -------- |
| Alekszandr Popov                                                                                         | 100 m gyors            | 49,51    | 2.       | 8.       | 49,23    | 4.       | 9.       | kiesett  | kiesett  |
| Alekszandr Popov                                                                                         | 50 m gyors             | 22,58    | 3.*      | 18.**    | kiesett  | kiesett  | kiesett  | kiesett  | kiesett  |
| Andrej Kapralov                                                                                          | 50 m gyors             | 22,97    | 8.       | 29.      | kiesett  | kiesett  | kiesett  | kiesett  | kiesett  |
| Andrej Kapralov                                                                                          | 100 m gyors            | 49,52    | 2.       | 9.       | 49,12    | 4.       | 4.       | 49,30    | 7.*      |
| Andrej Kapralov                                                                                          | 200 m gyors            | 1:49,91  | 3.       | 16.      | 1:51,35  | 8.       | 16.      | kiesett  | kiesett  |
| Makszim Kuznyecov                                                                                        | 200 m gyors            | 1:50,93  | 8.       | 24.      | kiesett  | kiesett  | kiesett  | kiesett  | kiesett  |
| Jurij Prilukov                                                                                           | 400 m gyors            | 3:48,71  | 2.       | 6.       |          |          |          | 3:46,69  | 6.       |
| Jurij Prilukov                                                                                           | 1500 m gyors           | 15:01,02 | 1.       | 2.       |          |          |          | 14:52,48 | 4.       |
| Alekszej Filipec                                                                                         | 1500 m gyors           | 15:30,05 | 7.       | 19.      |          |          |          | kiesett  | kiesett  |
| Jevgenyij Aljosin                                                                                        | 100 m hát              | 55,91    | 5.       | 19.      | kiesett  | kiesett  | kiesett  | kiesett  | kiesett  |
| Jevgenyij Aljosin                                                                                        | 200 m hát              | 2:01,25  | 6.       | 17.      | kiesett  | kiesett  | kiesett  | kiesett  | kiesett  |
| Arkagyij Vjatcsanyin                                                                                     | 200 m hát              | 2:01,09  | 3.       | 14.      | 1:59,80  | 6.       | 11.      | kiesett  | kiesett  |
| Arkagyij Vjatcsanyin                                                                                     | 100 m hát              | 55,17    | 2.       | 7.       | 55,20    | 6.       | 9.       | kiesett  | kiesett  |
| Roman Szludnov                                                                                           | 100 m mell             | 1:01,65  | 4.       | 10.      | 1:01,54  | 4.       | 9.       | kiesett  | kiesett  |
| Dmitrij Komornyikov                                                                                      | 100 m mell             | 1:02,05  | 6.       | 15.      | 1:01,83  | 6.       | 12.      | kiesett  | kiesett  |
| Dmitrij Komornyikov                                                                                      | 200 m mell             | 2:14,92  | 6.       | 17.      | kiesett  | kiesett  | kiesett  | kiesett  | kiesett  |
| Grigorij Falko                                                                                           | 200 m mell             | 2:13,45  | 2.       | 8.       | 2:12,42  | 5.       | 9.       | kiesett  | kiesett  |
| Jevgenyij Korotiskin                                                                                     | 100 m pillangó         | 52,93    | 2.       | 13.      | 52,85    | 7.       | 10.      | kiesett  | kiesett  |
| Igor Marcsenko                                                                                           | 100 m pillangó         | 52,62    | 3.       | 9.       | 52,32    | 3.       | 4.       | 52,32    | 5.       |
| Anatolij Poljakov                                                                                        | 200 m pillangó         | 1:58,12  | 2.*      | 7.**     | 1:57,58  | 4.       | 9.       | kiesett  | kiesett  |
| Nyikolaj Szkvorcov                                                                                       | 200 m pillangó         | 1:58,18  | 3.       | 11.      | 1:57,37  | 5.       | 7.       | 1:57,14  | 7.       |
| Alekszej Zacepin                                                                                         | 200 m vegyes           | 2:04,11  | 8.       | 29.      | kiesett  | kiesett  | kiesett  | kiesett  | kiesett  |
| Igor Berezuckij                                                                                          | 400 m vegyes           | 4:23,20  | 7.       | 21.      |          |          |          | kiesett  | kiesett  |
| Alekszej Kovrigin                                                                                        | 400 m vegyes           | 4:23,77  | 8.       | 24.      |          |          |          | kiesett  | kiesett  |
| Andrej Kapralov Jevgenyij Lagunov Gyenyisz Pimankov Alekszandr Popov Ivan Uszov                          | 4 × 100 m gyorsváltó   | 3:17,46  | 1.       | 5.       |          |          |          | 3:15,75  | 4.*      |
| Sztyepan Ganzej Makszim Kuznyecov Jevgenyij Nacvin Alekszej Zacepin                                      | 4 × 200 m gyorsváltó   | 7:23,97  | 6.       | 11.      |          |          |          | kiesett  | kiesett  |
| Igor Marcsenko Alekszandr Popov Roman Szludnov Arkagyij Vjatcsanyin Andrej Kapralov Jevgenyij Korotiskin | 4 × 100 m vegyes váltó | 3:38,07  | 1.       | 7.       |          |          |          | 3:35,91  | 4.       |

Női
| Versenyző                                                             | Versenyszám            | Előfutam | Előfutam | Előfutam | Elődöntő | Elődöntő | Elődöntő | Döntő   | Döntő    |
| Versenyző                                                             | Versenyszám            | Idő      | Hely.    | Össz.    | Idő      | Hely.    | Össz.    | Idő     | Helyezés |
| --------------------------------------------------------------------- | ---------------------- | -------- | -------- | -------- | -------- | -------- | -------- | ------- | -------- |
| Natalja Salagina                                                      | 200 m gyors            | 2:02,37  | 7.       | 21.      | kiesett  | kiesett  | kiesett  | kiesett | kiesett  |
| Darja Parsina                                                         | 400 m gyors            | 4:18,24  | 8.       | 25.      |          |          |          | kiesett | kiesett  |
| Sztanyiszlava Komarova                                                | 100 m hát              | 1:01,84  | 4.       | 8.       | 1:01,63  | 5.       | 10.      | kiesett | kiesett  |
| Sztanyiszlava Komarova                                                | 200 m hát              | 2:10,71  | 1.       | 1.       | 2:09,62  | 1.       | 1.       | 2:09,72 |          |
| Jelena Bogomazova                                                     | 100 m mell             | 1:10,24  | 6.       | 15.      | 1:10,41  | 8.       | 15.      | kiesett | kiesett  |
| Jelena Bogomazova                                                     | 200 m mell             | 2:31,49  | 5.       | 16.      | 2:30,35  | 6.       | 12.      | kiesett | kiesett  |
| Natalja Szutyagina                                                    | 100 m pillangó         | 59,76    | 3.       | 13.      | 59,79    | 8.       | 16.      | kiesett | kiesett  |
| Marija Bulahova                                                       | 200 m pillangó         | 2:12,99  | 1.       | 18.      | kiesett  | kiesett  | kiesett  | kiesett | kiesett  |
| Okszana Verevka                                                       | 200 m vegyes           | 2:16,63  | 5.       | 13.      | 2:15,45  | 7.       | 12.      | kiesett | kiesett  |
| Jana Martinova                                                        | 400 m vegyes           | 4:52,96  | 7.       | 21.      |          |          |          | kiesett | kiesett  |
| Jelena Bogomazova Natalja Salagina Natalja Szutyagina Okszana Verevka | 4 × 100 m vegyes váltó | 4:10,18  | 7.       | 12.      |          |          |          | kiesett | kiesett  |

* - egy másik versenyzővel azonos időt ért el

** - két másik versenyzővel azonos időt ért el

## Vitorlázás
Férfi
| Versenyző                         | Versenyszám     | Futam | Futam | Futam | Futam | Futam | Futam | Futam | Futam | Futam | Futam | Futam | Pontszám | Helyezés |
| Versenyző                         | Versenyszám     | 1     | 2     | 3     | 4     | 5     | 6     | 7     | 8     | 9     | 10    | 11    | Pontszám | Helyezés |
| --------------------------------- | --------------- | ----- | ----- | ----- | ----- | ----- | ----- | ----- | ----- | ----- | ----- | ----- | -------- | -------- |
| Vlagyimir Moiszejev               | Szörfvitorlázás | 32    | 29    | 30    | 27    | 26    | 12    | 23    | 23    | 28    | 30    | 24    | 252      | 29.      |
| Vlagyimir Krutszkih               | Finn dingi      | 23    | 22    | 22    | 21    | 10    | 23    | 16    | 22    | 6     | 23    | 8     | 173      | 21.      |
| Dmitrij Berezkin Mihail Krutyikov | 470-es osztály  | 8     | 17    | 26    | 17    | 18    | 21    | 16    | 6     | 14    | 14    | 1     | 132      | 17.      |

Női
| Versenyző                                               | Versenyszám    | Futam | Futam | Futam | Futam    | Futam | Futam | Futam | Futam | Futam | Futam | Futam | Pontszám | Helyezés |
| Versenyző                                               | Versenyszám    | 1     | 2     | 3     | 4        | 5     | 6     | 7     | 8     | 9     | 10    | 11    | Pontszám | Helyezés |
| ------------------------------------------------------- | -------------- | ----- | ----- | ----- | -------- | ----- | ----- | ----- | ----- | ----- | ----- | ----- | -------- | -------- |
| Natalja Ivanova                                         | Europe         | 17    | 22    | 23    | 24       | 25    | 9     | 24    | 17    | 21    | 25    | 22    | 204      | 25.      |
| Vlagyelina Iljenko Natalja Gaponovics                   | 470-es osztály | 7     | 6     | 12    | 8        | 14    | 17    | 13    | 11    | 11    | 4     | 8     | 94       | 8.       |
| Jekatyerina Szkugyina Tatyjana Larceva Gyiana Krutszkih | Yngling        | 6     | 5     | 11    | kizárták | 14    | 4     | 13    | 1     | 10    | 12    | 3     | 79       | 8.       |

Nyílt
| Versenyző                     | Versenyszám | Futam | Futam | Futam | Futam | Futam | Futam | Futam | Futam | Futam | Futam | Futam | Pontszám | Helyezés |
| Versenyző                     | Versenyszám | 1     | 2     | 3     | 4     | 5     | 6     | 7     | 8     | 9     | 10    | 11    | Pontszám | Helyezés |
| ----------------------------- | ----------- | ----- | ----- | ----- | ----- | ----- | ----- | ----- | ----- | ----- | ----- | ----- | -------- | -------- |
| Makszim Szemerhanov           | Laser       | 34    | 33    | 29    | 16    | 13    | 30    | 22    | 37    | 31    | 22    | 5     | 235      | 26.      |
| Andrej Kiriljuk Valerij Uskov | Tornádó     | 15    | 13    | 5     | 10    | 3     | 1     | 7     | 11    | 3     | 17    | 8     | 76       | 9.       |

## Vívás
Férfi
| Versenyző                                                                      | Versenyszám       | Selejtező               | 32-es főtábla                      | Nyolcaddöntő                 | Negyeddöntő                                                                               | Elődöntő                                                                       | Bronz- mérkőzés                                                              | Döntő             | Helyezés |
| Versenyző                                                                      | Versenyszám       | Ellenfél Eredmény       | Ellenfél Eredmény                  | Ellenfél Eredmény            | Ellenfél Eredmény                                                                         | Ellenfél Eredmény                                                              | Ellenfél Eredmény                                                            | Ellenfél Eredmény | Helyezés |
| ------------------------------------------------------------------------------ | ----------------- | ----------------------- | ---------------------------------- | ---------------------------- | ----------------------------------------------------------------------------------------- | ------------------------------------------------------------------------------ | ---------------------------------------------------------------------------- | ----------------- | -------- |
| Renal Ganyejev                                                                 | Tőr, egyéni       |                         | Ralf Bißdorf (GER) · 15-11         | Óta Júki (JPN) · 15-8        | Simone Vanni (ITA) · 15-14                                                                | Salvatore Sanzo (ITA) · 12-15                                                  | Andrea Cassarà (ITA) · 12-15                                                 |                   | 4.       |
| Jurij Molcsan                                                                  | Tőr, egyéni       |                         | Ha Cshangdok (KOR) · 13-15         | kiesett                      | kiesett                                                                                   | kiesett                                                                        | kiesett                                                                      | kiesett           | 25.      |
| Ruszlan Naszibulin                                                             | Tőr, egyéni       |                         | Cshö Bjongcshol (KOR) · 12-15      | kiesett                      | kiesett                                                                                   | kiesett                                                                        | kiesett                                                                      | kiesett           | 21.      |
| Szergej Kocsetkov                                                              | Párbajtőr, egyéni | Iszám Rámi (MAR) · 15-6 | Fabrice Jeannet (FRA) · 11-15      | kiesett                      | kiesett                                                                                   | kiesett                                                                        | kiesett                                                                      | kiesett           | 29.      |
| Pavel Kolobkov                                                                 | Párbajtőr, egyéni |                         | Seamus Robinson (AUS) · 15-5       | Igor Turcsin (RUS) · 15-10   | Soren Thompson (USA) · 15-11                                                              | Vang Lej (CHN) · 10-15                                                         | Éric Boisse (FRA) · 15-8                                                     |                   |          |
| Igor Turcsin                                                                   | Párbajtőr, egyéni |                         | Seth Kelsey (USA) · 15-11          | Pavel Kolobkov (RUS) · 10-15 | kiesett                                                                                   | kiesett                                                                        | kiesett                                                                      | kiesett           | 15.      |
| Alekszej Gyjacsenko                                                            | Kard, egyéni      |                         | Volodimir Kaljuzsnij (UKR) · 10-15 | kiesett                      | kiesett                                                                                   | kiesett                                                                        | kiesett                                                                      | kiesett           | 17.      |
| Sztanyiszlav Pozdnyakov                                                        | Kard, egyéni      |                         | Nagara Maszasi (JPN) · 15-9        | Ivan James Lee (USA) · 15-9  | Dzmitrij Lapkesz (BLR) · 9-15                                                             | kiesett                                                                        | kiesett                                                                      | kiesett           | 6.       |
| Szergej Sarikov                                                                | Kard, egyéni      |                         | Cándido Maya (CUB) · 15-9          | Julien Pillet (FRA) · 15-11  | Aldo Montano (ITA) · 13-15                                                                | kiesett                                                                        | kiesett                                                                      | kiesett           | 8.       |
| Renal Ganyejev Jurij Molcsan Ruszlan Naszibulin Vjacseszlav Pozdnyakov         | Tőr, csapat       |                         |                                    |                              | Franciaország (FRA) · Loïc Attely · Brice Guyart · Erwann Le Péchoux · 45-38              | Olaszország (ITA) · Andrea Cassarà · Salvatore Sanzo · Simone Vanni · 27-45    | Egyesült Államok (USA) · Jed Dupree · Dan Kellner · Jon Tiomkin · 45-38      |                   |          |
| Szergej Kocsetkov Pavel Kolobkov Igor Turcsin                                  | Párbajtőr, csapat |                         |                                    |                              | Egyiptom (EGY) · Yasser Mahmoud · Ahmed Nabíl · Muhannad Saif El-Din · 41-30              | Magyarország (HUN) · Boczkó Gábor · Kovács Iván · Kulcsár Krisztián · 26-34    | Németország (GER) · Jörg Fiedler · Sven Schmid · Daniel Strigel · 29-37      |                   | 4.       |
| Alekszej Gyjacsenko Sztanyiszlav Pozdnyakov Szergej Sarikov Alekszej Jakimenko | Kard, csapat      |                         |                                    |                              | Görögország (GRE) · Máriosz Bazmadzián · Jason Dourakos · Konsztandínosz Manétasz · 45-22 | Olaszország (ITA) · Aldo Montano · Gianpiero Pastore · Luigi Tarantino · 42-45 | Egyesült Államok (USA) · Ivan James Lee · Jason Rogers · Keeth Smart · 45-44 |                   |          |

Női
| Versenyző                                                           | Versenyszám       | Selejtező         | 32-es főtábla                | Nyolcaddöntő                       | Negyeddöntő                                                      | Elődöntő                                                                            | Bronz- mérkőzés   | Döntő                                                                         | Helyezés |
| Versenyző                                                           | Versenyszám       | Ellenfél Eredmény | Ellenfél Eredmény            | Ellenfél Eredmény                  | Ellenfél Eredmény                                                | Ellenfél Eredmény                                                                   | Ellenfél Eredmény | Ellenfél Eredmény                                                             | Helyezés |
| ------------------------------------------------------------------- | ----------------- | ----------------- | ---------------------------- | ---------------------------------- | ---------------------------------------------------------------- | ----------------------------------------------------------------------------------- | ----------------- | ----------------------------------------------------------------------------- | -------- |
| Szvetlana Bojko                                                     | Tőr, egyéni       |                   | Sajmá el-Gammál (EGY) · 13-7 | Varga Gabriella (HUN) · 9-15       | kiesett                                                          | kiesett                                                                             | kiesett           | kiesett                                                                       | 11.      |
| Jekatyerina Juseva                                                  | Tőr, egyéni       |                   | María Rentúmi (GRE) · 15-4   | Mohamed Aida (HUN) · 9-14          | kiesett                                                          | kiesett                                                                             | kiesett           | kiesett                                                                       | 12.      |
| Tatyjana Logunova                                                   | Párbajtőr, egyéni |                   | Kamara James (USA) · 15-11   | Joána Hrísztu (GRE) · 10-15        | kiesett                                                          | kiesett                                                                             | kiesett           | kiesett                                                                       | 13.      |
| Anna Szivkova                                                       | Párbajtőr, egyéni |                   | Nagy Tímea (HUN) · 10-15     | kiesett                            | kiesett                                                          | kiesett                                                                             | kiesett           | kiesett                                                                       | 19.      |
| Okszana Jermakova                                                   | Párbajtőr, egyéni |                   | Kim Hidzsong (KOR) · 7-9     | kiesett                            | kiesett                                                          | kiesett                                                                             | kiesett           | kiesett                                                                       | 20.      |
| Jelena Nyecsajeva                                                   | Kard, egyéni      |                   |                              | Louise Bond-Williams (GBR) · 15-12 | Tan Hszüe (CHN) · 7-15                                           | kiesett                                                                             | kiesett           | kiesett                                                                       | 5.       |
| Tatyjana Logunova Anna Szivkova Okszana Jermakova Karina Aznavurjan | Párbajtőr, csapat |                   |                              |                                    | Dél-Korea (KOR) · Kim Hidzsong · Kim Midzsong · I Gumnam · 37-31 | Kanada (CAN) · Monique Kavelaars · Julie Leprohon · Sherraine Schalm-MacKay · 25-18 |                   | Németország (GER) · Claudia Bokel · Imke Duplitzer · Britta Heidemann · 34-28 |          |

## Vízilabda

### Férfi
| Orosz nemzeti férfi vízilabdacsapat-játékoskeret | Orosz nemzeti férfi vízilabdacsapat-játékoskeret | Orosz nemzeti férfi vízilabdacsapat-játékoskeret | Orosz nemzeti férfi vízilabdacsapat-játékoskeret | Orosz nemzeti férfi vízilabdacsapat-játékoskeret | Orosz nemzeti férfi vízilabdacsapat-játékoskeret | Orosz nemzeti férfi vízilabdacsapat-játékoskeret |
| #                                                | Név                                              | Poszt                                            | Magasság                                         | Súly                                             | Kor                                              | Klub                                             |
| ------------------------------------------------ | ------------------------------------------------ | ------------------------------------------------ | ------------------------------------------------ | ------------------------------------------------ | ------------------------------------------------ | ------------------------------------------------ |
| 1                                                | Nyikolaj Makszimov                               | GK                                               | 1,90 m (6 ft 3 in)                               | 93 kg                                            | 1972. november 15. (31 évesen)                   | Lukoil Spartak Volgograd                         |
| 2                                                | Alekszandr Fjodorov                              | GK                                               | 1,95 m (6 ft 5 in)                               | 89 kg                                            | 1981. január 26. (23 évesen)                     | Lukoil Spartak Volgograd                         |
| 3                                                | Vitalij Jurcsik                                  | CB                                               | 2,01 m (6 ft 7 in)                               | 99 kg                                            | 1983. május 17. (21 évesen)                      | Lukoil Spartak Volgograd                         |
| 4                                                | Nyikolaj Kozlov                                  | CB                                               | 1,92 m (6 ft 4 in)                               | 92 kg                                            | 1972. július 21. (32 évesen)                     | Lukoil Spartak Volgograd                         |
| 5                                                | Roman Balasov                                    | D                                                | 1,92 m (6 ft 4 in)                               | 90 kg                                            | 1977. február 9. (27 évesen)                     | Shturm 2002 Chekhov                              |
| 6                                                | Alekszandr Jerisov                               | D                                                | 1,80 m (5 ft 11 in)                              | 82 kg                                            | 1973. január 17. (31 évesen)                     | Dinamo Moscow                                    |
| 7                                                | Revaz Csomahidze                                 | CF                                               | 1,96 m (6 ft 5 in)                               | 101 kg                                           | 1973. december 15. (30 évesen)                   | Shturm 2002 Chekhov                              |
| 8                                                | Dmitrij Sztratan                                 | D                                                | 1,96 m (6 ft 5 in)                               | 102 kg                                           | 1975. január 24. (29 évesen)                     | Shturm 2002 Chekhov                              |
| 9                                                | Dmitrij Gorskov                                  | D                                                | 1,80 m (5 ft 11 in)                              | 84 kg                                            | 1967. április 29. (37 évesen)                    | CSK VMF Moscow                                   |
| 10                                               | Marat Zakirov                                    | D                                                | 1,79 m (5 ft 10 in)                              | 82 kg                                            | 1973. november 8. (30 évesen)                    | Dinamo Moscow                                    |
| 11                                               | Szergej Garbuzov                                 | CB                                               | 1,92 m (6 ft 4 in)                               | 92 kg                                            | 1974. január 13. (30 évesen)                     | Shturm 2002 Chekhov                              |
| 12                                               | Irek Zinnurov                                    | D                                                | 1,87 m (6 ft 2 in)                               | 84 kg                                            | 1969. január 11. (35 évesen)                     | Lukoil Spartak Volgograd                         |
| 13                                               | Andrej Rekecsinszkij                             | CF                                               | 1,90 m (6 ft 3 in)                               | 109 kg                                           | 1981. január 7. (23 évesen)                      | Lukoil Spartak Volgograd                         |
| Vezetőedző: Alekszandr Kabanov                   |                                                  |                                                  |                                                  |                                                  |                                                  |                                                  |

- Kor: 2004. augusztus 14-i kora

#### Eredmények
Csoportkör
A csoport
| Csapat                      | M | Gy | D | V | G+ | G– | Gk  | P  |
| --------------------------- | - | -- | - | - | -- | -- | --- | -- |
| Magyarország (HUN)          | 5 | 5  | 0 | 0 | 44 | 27 | +17 | 10 |
| Szerbia és Montenegró (SCG) | 5 | 4  | 0 | 1 | 37 | 26 | +11 | 8  |
| Oroszország (RUS)           | 5 | 3  | 0 | 2 | 32 | 28 | +4  | 6  |
| Egyesült Államok (USA)      | 5 | 2  | 0 | 3 | 32 | 37 | –5  | 4  |
| Horvátország (CRO)          | 5 | 1  | 0 | 4 | 35 | 41 | –6  | 2  |
| Kazahsztán (KAZ)            | 5 | 0  | 0 | 5 | 21 | 42 | –21 | 0  |

| 2004. augusztus 15. 10:45 | Oroszország (RUS)     | 5–2 | Kazahsztán (KAZ)  | Központi Olimpiai Uszoda Játékvezetők: Vlastimil Kratochvil (SVK), Radostaw Koryzna (POL) |
| 2004. augusztus 15. 10:45 | (0–0, 1–0, 2–1, 2–1)  |     |                   | Központi Olimpiai Uszoda Játékvezetők: Vlastimil Kratochvil (SVK), Radostaw Koryzna (POL) |
| 2004. augusztus 15. 10:45 | Csomahidze, Gorskov 2 |     | Elke, Szmolovoj 1 | Központi Olimpiai Uszoda Játékvezetők: Vlastimil Kratochvil (SVK), Radostaw Koryzna (POL) |

| 2004. augusztus 17. 17:45 | Oroszország (RUS)    | 3–4 | Szerbia és Montenegró (SCG) | Központi Olimpiai Uszoda Játékvezetők: Erhan Tulga (TUR), Roberto Petronilli (ITA) |
| 2004. augusztus 17. 17:45 | (1–1, 1–1, 0–1, 1–1) |     |                             | Központi Olimpiai Uszoda Játékvezetők: Erhan Tulga (TUR), Roberto Petronilli (ITA) |
| 2004. augusztus 17. 17:45 | három játékos 1      |     | Trbojević 2                 | Központi Olimpiai Uszoda Játékvezetők: Erhan Tulga (TUR), Roberto Petronilli (ITA) |

| 2004. augusztus 19. 22:15 | Horvátország (CRO)   | 8–9 | Oroszország (RUS) | Központi Olimpiai Uszoda Játékvezetők: Nikolaos Stavropoulos (GRE), Vlastimil Kratochvil (SVK) |
| 2004. augusztus 19. 22:15 | (2–2, 2–3, 1–1, 3–3) |     |                   | Központi Olimpiai Uszoda Játékvezetők: Nikolaos Stavropoulos (GRE), Vlastimil Kratochvil (SVK) |
| 2004. augusztus 19. 22:15 | Franković, Fatović 2 |     | Zinnurov 2        | Központi Olimpiai Uszoda Játékvezetők: Nikolaos Stavropoulos (GRE), Vlastimil Kratochvil (SVK) |

| 2004. augusztus 21. 22:15 | Oroszország (RUS)     | 9–7 | Egyesült Államok (USA) | Központi Olimpiai Uszoda Játékvezetők: Sergio Borrell (ESP), Torsten Bock (GER) |
| 2004. augusztus 21. 22:15 | (3–1, 3–3, 2–0, 1–3)  |     |                        | Központi Olimpiai Uszoda Játékvezetők: Sergio Borrell (ESP), Torsten Bock (GER) |
| 2004. augusztus 21. 22:15 | Jerisov, Csomahidze 3 |     | Beaubien, Azevedo 2    | Központi Olimpiai Uszoda Játékvezetők: Sergio Borrell (ESP), Torsten Bock (GER) |

| 2004. augusztus 23. 18:15 | Oroszország (RUS)    | 6–7 | Magyarország (HUN) | Központi Olimpiai Uszoda Játékvezetők: Boris Margeta (SLO), Nikolaos Stavropoulos (GRE) |
| 2004. augusztus 23. 18:15 | (1–2, 1–1, 1–3, 3–1) |     |                    | Központi Olimpiai Uszoda Játékvezetők: Boris Margeta (SLO), Nikolaos Stavropoulos (GRE) |
| 2004. augusztus 23. 18:15 | Jerisov, Garbuzov 2  |     | Kiss 2             | Központi Olimpiai Uszoda Játékvezetők: Boris Margeta (SLO), Nikolaos Stavropoulos (GRE) |

Az elődöntőbe jutásért
| 2004. augusztus 25. 17:00 | Oroszország (RUS)    | 12–5 | Németország (GER) | Központi Olimpiai Uszoda Játékvezetők: Roberto Petronilli (ITA), Peter Bookelman (NED) |
| 2004. augusztus 25. 17:00 | (2–1, 2–1, 5–0, 3–3) |      |                   | Központi Olimpiai Uszoda Játékvezetők: Roberto Petronilli (ITA), Peter Bookelman (NED) |
| 2004. augusztus 25. 17:00 | három játékos 3      |      | öt játékos 1      | Központi Olimpiai Uszoda Játékvezetők: Roberto Petronilli (ITA), Peter Bookelman (NED) |

Elődöntő
| 2004. augusztus 27. 18:15 | Magyarország (HUN)   | 7–5 | Oroszország (RUS) | Központi Olimpiai Uszoda Játékvezetők: Aaron Chaney (USA), Torsten Bock (GER) |
| 2004. augusztus 27. 18:15 | (2–2, 3–3, 2–0, 0–0) |     |                   | Központi Olimpiai Uszoda Játékvezetők: Aaron Chaney (USA), Torsten Bock (GER) |
| 2004. augusztus 27. 18:15 | Kásás 3              |     | Garbuzov 2        | Központi Olimpiai Uszoda Játékvezetők: Aaron Chaney (USA), Torsten Bock (GER) |

Bronzmérkőzés
| 2004. augusztus 29. 16:00 | Oroszország (RUS)    | 6–5 | Görögország (GRE) | Központi Olimpiai Uszoda\|Olympic Aquatic Centre Játékvezetők: Sergio Borrell (ESP), Mario Brguljan (SCG) |
| 2004. augusztus 29. 16:00 | (1–1, 3–1, 1–2, 1–1) |     |                   | Központi Olimpiai Uszoda\|Olympic Aquatic Centre Játékvezetők: Sergio Borrell (ESP), Mario Brguljan (SCG) |
| 2004. augusztus 29. 16:00 | Csomahidze 4         |     | J. Afrudákisz 3   | Központi Olimpiai Uszoda\|Olympic Aquatic Centre Játékvezetők: Sergio Borrell (ESP), Mario Brguljan (SCG) |

| Csapat            | Helyezés |
| ----------------- | -------- |
| Oroszország (RUS) |          |

### Női
| Orosz nemzeti női vízilabdacsapat-játékoskeret | Orosz nemzeti női vízilabdacsapat-játékoskeret | Orosz nemzeti női vízilabdacsapat-játékoskeret | Orosz nemzeti női vízilabdacsapat-játékoskeret | Orosz nemzeti női vízilabdacsapat-játékoskeret | Orosz nemzeti női vízilabdacsapat-játékoskeret | Orosz nemzeti női vízilabdacsapat-játékoskeret |
| #                                              | Név                                            | Poszt                                          | Magasság                                       | Súly                                           | Kor                                            | Klub                                           |
| ---------------------------------------------- | ---------------------------------------------- | ---------------------------------------------- | ---------------------------------------------- | ---------------------------------------------- | ---------------------------------------------- | ---------------------------------------------- |
| 1                                              | Valentyina Voroncova                           | GK                                             | 1,70 m (5 ft 7 in)                             | 66 kg                                          | 1982. július 26. (22 évesen)                   | SKIF Moscow                                    |
| 2                                              | Natalja Sepelina                               | D                                              | 1,67 m (5 ft 6 in)                             | 61 kg                                          | 1981. február 24. (23 évesen)                  | Uralocska Zlatouszt                            |
| 3                                              | Jekatyerina Szalimova                          | CB                                             | 1,77 m (5 ft 10 in)                            | 70 kg                                          | 1982. április 2. (22 évesen)                   | Uralocska Zlatouszt                            |
| 4                                              | Szofja Konuh                                   | CB                                             | 1,73 m (5 ft 8 in)                             | 72 kg                                          | 1980. március 9. (24 évesen)                   | Kinef Kirishi                                  |
| 5                                              | Jelena Szmurova                                | CF                                             | 1,66 m (5 ft 5 in)                             | 72 kg                                          | 1974. január 18. (30 évesen)                   | Diana St. Petersburg                           |
| 6                                              | Galina Zlotnyikova                             | GK                                             | 1,76 m (5 ft 9 in)                             | 74 kg                                          | 1984. április 24. (20 évesen)                  | Kinef Kirishi                                  |
| 7                                              | Anasztaszija Zubkova                           | CB                                             | 1,73 m (5 ft 8 in)                             | 66 kg                                          | 1980. február 3. (24 évesen)                   | Uralocska Zlatouszt                            |
| 8                                              | Szvetlana Bogdanova                            | D                                              | 1,67 m (5 ft 6 in)                             | 65 kg                                          | 1976. október 3. (27 évesen)                   | Kinef Kirishi                                  |
| 9                                              | Tatyjana Petrova                               | D                                              | 1,62 m (5 ft 4 in)                             | 63 kg                                          | 1973. május 22. (31 évesen)                    | Uralocska Zlatouszt                            |
| 10                                             | Olga Turova                                    | CF                                             | 1,75 m (5 ft 9 in)                             | 81 kg                                          | 1983. március 13. (21 évesen)                  | Kinef Kirishi                                  |
| 11                                             | Jekatyerina Sisova                             | CB                                             | 1,72 m (5 ft 8 in)                             | 59 kg                                          | 1978. szeptember 13. (25 évesen)               | Uralocska Zlatouszt                            |
| 12                                             | Jekatyerina Vasziljeva                         | D                                              | 1,73 m (5 ft 8 in)                             | 68 kg                                          | 1976. május 30. (28 évesen)                    | SKIF Moscow                                    |
| 13                                             | Marija Jajna                                   | D                                              | 1,74 m (5 ft 9 in)                             | 62 kg                                          | 1982. január 25. (22 évesen)                   | SKIF Moscow                                    |
| Vezetőedző: Alekszandr Klejmjonov              |                                                |                                                |                                                |                                                |                                                |                                                |

- Kor: 2004. augusztus 13-i kora

#### Eredmények
Csoportkör
B csoport
| Csapat                 | M | Gy | D | V | G+ | G– | Gk | P |
| ---------------------- | - | -- | - | - | -- | -- | -- | - |
| Egyesült Államok (USA) | 3 | 2  | 0 | 1 | 20 | 16 | +4 | 4 |
| Oroszország (RUS)      | 3 | 2  | 0 | 1 | 21 | 22 | –1 | 4 |
| Magyarország (HUN)     | 3 | 1  | 0 | 2 | 19 | 20 | –1 | 2 |
| Kanada (CAN)           | 3 | 1  | 0 | 2 | 16 | 18 | –2 | 2 |

| 2004. augusztus 16. 16:30 | Oroszország (RUS)    | 8–6 | Kanada (CAN) | Központi Olimpiai Uszoda Játékvezetők: Erhan Tulga (TUR), Torsten Bock (GER) |
| 2004. augusztus 16. 16:30 | (1–2, 3–0, 2–3, 2–1) |     |              | Központi Olimpiai Uszoda Játékvezetők: Erhan Tulga (TUR), Torsten Bock (GER) |
| 2004. augusztus 16. 16:30 | Konuh 3              |     | Gardiner 2   | Központi Olimpiai Uszoda Játékvezetők: Erhan Tulga (TUR), Torsten Bock (GER) |

| 2004. augusztus 18. 16:30 | Oroszország (RUS)    | 9–8 | Magyarország (HUN) | Központi Olimpiai Uszoda Játékvezetők: Peter Bookelman (NED), Torsten Bock (GER) |
| 2004. augusztus 18. 16:30 | (2–1, 3–3, 2–3, 2–1) |     |                    | Központi Olimpiai Uszoda Játékvezetők: Peter Bookelman (NED), Torsten Bock (GER) |
| 2004. augusztus 18. 16:30 | három játékos 3      |     | három játékos 2    | Központi Olimpiai Uszoda Játékvezetők: Peter Bookelman (NED), Torsten Bock (GER) |

| 2004. augusztus 20. 10:15 | Egyesült Államok (USA) | 8–4 | Oroszország (RUS) | Központi Olimpiai Uszoda Játékvezetők: Sergio Borrell (ESP), Boris Margeta (SLO) |
| 2004. augusztus 20. 10:15 | (1–1, 4–1, 2–1, 1–1)   |     |                   | Központi Olimpiai Uszoda Játékvezetők: Sergio Borrell (ESP), Boris Margeta (SLO) |
| 2004. augusztus 20. 10:15 | Beauregard, Villa 2    |     | négy játékos 1    | Központi Olimpiai Uszoda Játékvezetők: Sergio Borrell (ESP), Boris Margeta (SLO) |

Az elődöntőbe jutásért
| 2004. augusztus 22. 17:00 | Görögország (GRE)    | 7–4 | Oroszország (RUS) | Központi Olimpiai Uszoda Játékvezetők: Zoran Tomić (CRO), Mario Brguljan (SCG) |
| 2004. augusztus 22. 17:00 | (2–1, 3–0, 2–1, 0–2) |     |                   | Központi Olimpiai Uszoda Játékvezetők: Zoran Tomić (CRO), Mario Brguljan (SCG) |
| 2004. augusztus 22. 17:00 | Liószi, Rumbészi 2   |     | négy játékos 1    | Központi Olimpiai Uszoda Játékvezetők: Zoran Tomić (CRO), Mario Brguljan (SCG) |

Az 5. helyért
| 2004. augusztus 24. 10:45 | Oroszország (RUS)              | 12–11 (h. u.) | Magyarország (HUN) | Központi Olimpiai Uszoda Játékvezetők: Daniel Legare (CAN), Noel Harrod (AUS) |
| 2004. augusztus 24. 10:45 | (3–5, 1–2, 4–0, 2–3, 1–0, 1–1) |               |                    | Központi Olimpiai Uszoda Játékvezetők: Daniel Legare (CAN), Noel Harrod (AUS) |
| 2004. augusztus 24. 10:45 | Szalimova 4                    |               | Drávucz, Stieber 3 | Központi Olimpiai Uszoda Játékvezetők: Daniel Legare (CAN), Noel Harrod (AUS) |

| Csapat            | Helyezés |
| ----------------- | -------- |
| Oroszország (RUS) | 5.       |